# الجبهة الغربية (الحرب العالمية الأولى)
بدأ القتال في  الجبهة الغربية  بغزو ألمانيا للوكسمبورغ وبلجيكا في عام 1914، ثم السيطرة العسكرية على المناطق الصناعية المهمة في فرنسا. كانت الحرب سجالًا في الجبهة الغربية، بدءًا من انتصار الحلفاء في معركة المارن الأولى، وبعد ذلك، حفر كلا الجانبين خطاً متعرجاً محصناً من الخنادق لتبدأ حرب الخنادق. امتد خط الخنادق من بحر الشمال إلى الحدود السويسرية مع فرنسا، وظل هذا الخط ثابتًا لم يتغير معظم أيام الحرب.
بين عامي 1915 و1917، كانت هناك عدة هجمات كبرى على هذه الجبهة، شملت هذه الهجمات استخدام القصف الشديد بالمدفعية وهجمات المشاة الشاملة، إلا أن استخدام المدافعين للرشاشات والأسلاك الشائكة والمدفعية ألحقت خسائر كبيرة في صفوف المهاجمين والمدافعين الذين يقومون بالهجوم العكسي، ونتيجة لذلك، لم يحدث أي تقدم ملموس. وفي محاولة لكسر الجمود، شهدت هذه الجبهة إدخال تقنية عسكرية جديدة، بما في ذلك استخدام الغاز السام والطائرات والدبابات، وقد أدى ذلك كله إلى تحرك نوعي في الجبهة.
ومع أن الموقف كان جامداً في هذه الجبهة، إلا أنها كانت حاسمة. وقد أقنع تقدم قوات الحلفاء سنة 1918م القادة الألمان أن الهزيمة أمر لا مفر منه، واضطرت الحكومة الألمانية أن تعرض الهدنة على الحلفاء.
انتهى مؤتمر باريس للسلام في عام 1919، وقد نتج عنه معاهدة فرساي، وكان القتال الذي دار على هذه الجبهة قد استمر من 4 أغسطس 1914 إلى 11 نوفمبر 1918. إن إجبار ألمانيا وحلفائها على تقديم تنازلات كانت بمثابة النواة للحرب العالمية الثانية.

## الجبهة الغربية في 1914

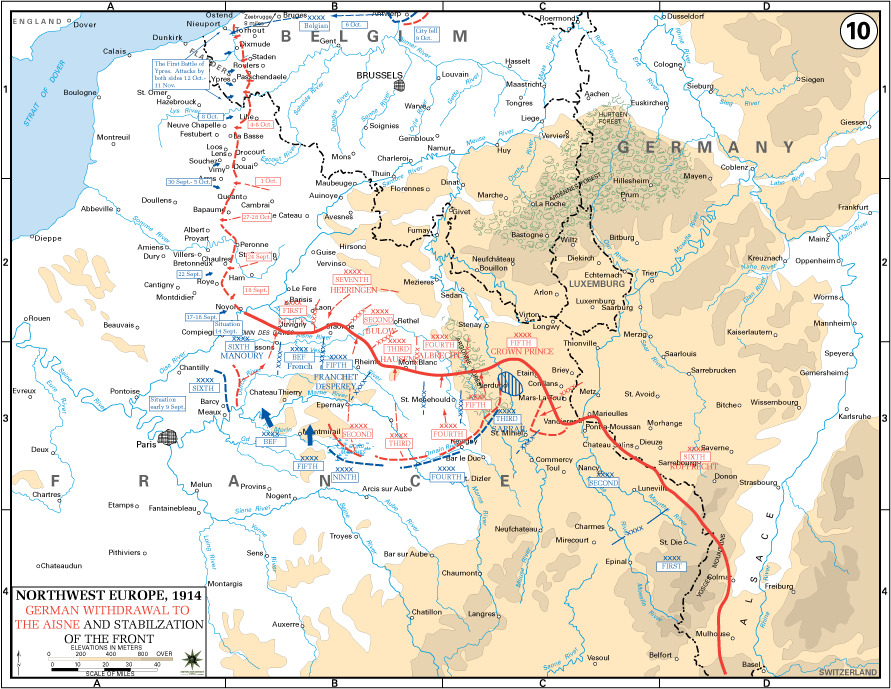
خريطة للجبهة الغربية والسباق نحو البحر في 1914

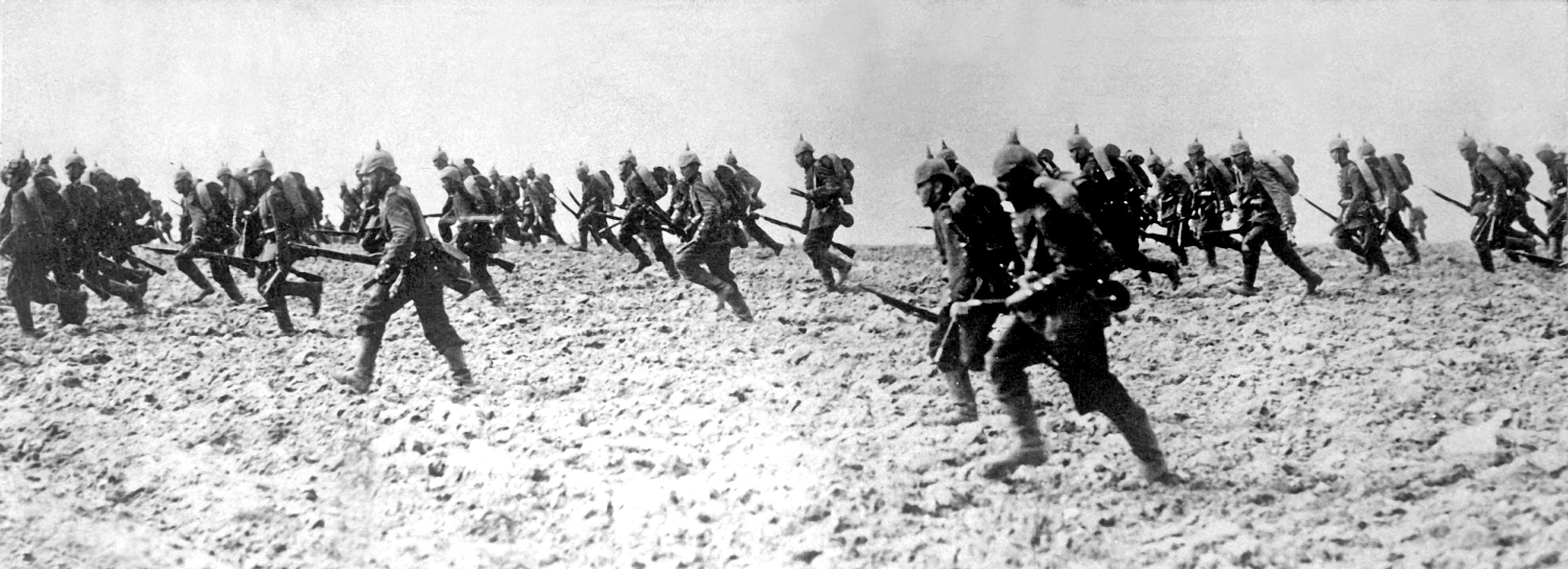
المشاة الألمان في ساحة المعركة في 7 أغسطس 1914

عند اندلاع الحرب العالمية الأولى، الجيش الألماني (الذي تكون في الغرب من سبعة جيوش ميدانية) نفذ نسخة معدلة من خطة شليفن، والمصممة لمهاجمة فرنسا بسرعة من خلال بلجيكا المحايدة قبل أن يتحول للجنوب لتطويق الجيش الفرنسي على الحدود الألمانية، وكانت بريطانيا قد ضمنت حماية بلجيكا بموجب معاهدة لندن 1839، وكان هذا سبب انضمام بريطانيا إلى الحرب. هاجمت الجيوش الألمانية تحت قيادة الجنرالات ألكسندر فون كلوك وكارل فون بولوف بلجيكا يوم 4 أغسطس 1914. وكانت لوكسمبورغ قد احتُلَّت يوم 2 أغسطس بدون مقاومة. كانت المعركة الأولى في بلجيكا هي حصار لييج، الذي استمر من 05-16 أغسطس. وكانت لييج محصنة جيداً وفوجئ الجيش الألماني تحت قيادة فون بولوف من مستوى مقاومة البلجيك. ومع ذلك، كانت المدفعية الثقيلة الألمانية قادرة على قصف الحصون الرئيسية حتى دمرتها في غضون بضعة أيام. وبعد سقوط لييج، تراجع معظم الجيش البلجيكي إلى أنتويرب ونامور، واستسلمت العاصمة البلجيكية، بروكسل إلى الألمان في 20 أغسطس. نفذ الألمان حصاراً آخر في نامور، واستمر من حوالي 20-23 أغسطس.
وبعد اندفاع القوات الألمانية داخل أراضي بلجيكا واتجاهها إلى الجنوب داخل فرنسا، بدا أنها على وشك تنفيذ خطة شليفن بنجاح. وكان النصر يلوح في الأفق ومن الممكن تحقيقه في عيد الميلاد (وذلك بالرغم من أن القادة العسكريين لكل الدول المتحاربة كانوا يعدون شعوبهم بذلك ويتمتعون بنفس القدر من التفاؤل).
وقد أظهر الجيش البلجيكي مقاومة شديدة إلا أنه لم يكن قادراً على منع الألمان من السيطرة على مدينة لييج (وهي عاصمة إقليم لييج شرقي بلجيكا) في 16 أغسطس وبروكسل في 20 أغسطس. وفي نفس الوقت كانت هناك قوة إنجليزية تندفع من القتال في منتصف أغسطس باتجاه بولجين وقد وصلت إلى مونز حيث واجهت هناك جيشاً ألمانياً كبيراً، إلا أن القوة الإنجليزية نجحت في المناوشات ثم الانسحاب إلى الجنوب مرة أخرى حتى تتفادى أن تحيط بها القوات الألمانية من كل جانب. وذكرت بعض الصحف قيام الجيش الألماني بهدم القرى وإعدام المدنيين، وأدانت الصحف استخدام الجيش الألماني القوة ضد المدنيين، وأطلقوا على الغزو الألماني لبلجيكا اسم «اغتصاب بلجيكا».
وفي نفس الوقت باءت التحركات الفرنسية بفشل ذريع، وكان الهدف من الخطة الهجومية الفرنسية استعادة الألزاس واللورين، وفي 7 أغسطس هاجمت الفرقة العسكرية السابعة عشر الفرنسية الألزاس للاستيلاء على مولهاوس وكولمار. وبدأ الهجوم الرئيسي في 14 أغسطس بالجيشين الأول والثاني في لورين ، وانسحب الألمان ببطء بينما لحقت بالفرنسيين خسائر فادحة. تقدم الجيشين الثالث والرابع الفرنسي نحو نهر سار وحاولوا الاستيلاء على ساربورغ، وهاجموا على بريي ونوفشاتو، قبل أن يجبروا على العودة. استولى الفيلق السابع الفرنسي على ميلوز بعد اشتباكات وجيزة في 7 أغسطس، ولكن قوات الاحتياط الألمانية أجبرتهم على التراجع في معركة ميلوز. تكبد الفرنسيون خسائر فادحة بين قتلى وجرحى (300 ألف تقريبا)، ثم أعادت فرنسا توجيه جنودها نحو الشمال (بعد حدوث الكارثة) وذلك حتى تتمكن من صد التهديد القادم من بلجيكا.
كانت نوايا الألمان تتجه نحو اكتساح غربي باريس وبذلك تستطيع محاصرة المدينة. وكانت المقاومة الموجودة في بلجيكا وشمالي فرنسا كافية لحصر اندفاع الألمان في شرق العاصمة. إلا أنه وفي يوم 3 سبتمبر وبعد شهر من الغزو وفي وقت مناسب طبقاً لخططهم، عبرت القوات الألمانية نهر مارن. وقد انتقلت الحكومة الفرنسية إلى بوردو كإجراء احتياطي خشية سقوط باريس.
كان الألمان على بعد 20 ميلا من العاصمة عندما واجهوا قوات فرنسية تصدهم وتعوق تقدمهم، وخلال أربعة أيام من القتال في مارن (5-8 سبتمبر) تم دفع الجيش الألماني إلى شمال النهر.
كان هذا التراجع يعني انهيار خطة شليفن في الغرب، فقط كانت الخطة تعتمد على نصر سريع على فرنسا. كما أن الخطة قد أظهرت فشلاً أيضاً في الشرق حيث أخذ الروس تقدماً مبكراً.
نبهت هذه المحاذير رؤوس القيادة العليا في ألمانيا في أواخر شهر أغسطس، فقامت بنقل أربع فرق من بلجيكا إلى الجبهة الشرقية، وبالتالي أصبح الجيش المتجه إلى مارن أقل من المطلوب. كما أنه معرض للخطر أكثر مما يجب، حيث كانت خطوط الإمداد الألمانية غير قادرة على مسايرة التحرك السريع للجيش جهة الجنوب.
ومع حدوث كل ذلك التغير، هرعت القوات الألمانية إلى الخلف إلى نهر الأين لإعادة التجمع. ثم تحركت مرة ثانية جهة الغرب لتحاول للمرة الثانية أن تلتف حول جيوش الحلفاء.

### معركة المارن الأولى

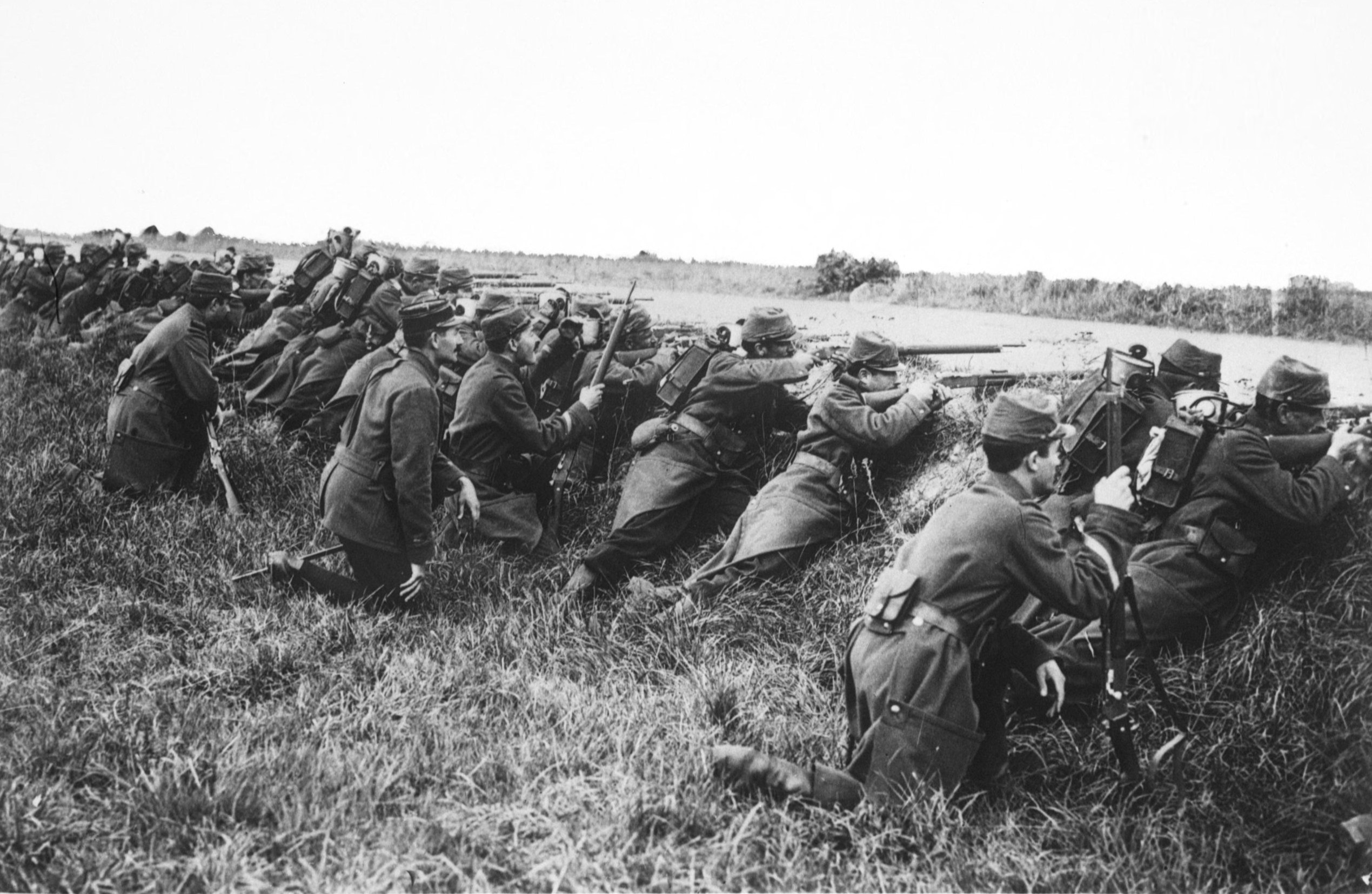
جنود فرنسيون خلف أحد السواتر بانتظار الهجوم الألماني

كان الحاكم العسكري لباريس الجنرال ج.س جاليني قد تنبأ يوم 3 سبتمبر باندفاع الجيش الألماني نحو المارن شرق باريس. وفي يوم 4 سبتمبر أمر جوفر (القائد العام للجيش الفرنسي) الجناح الأيمن لجيشه بالعودة من الانسحاب حتى يبدأ هجوماً شاملاً ضد الألمان، وقد تأثر في ذلك بما توقعه ج.س جاليني. وبدأ الجيش السادس الفرنسي بقيادة م.ج مونوري بناءً على ذلك الهجوم يوم 5 سبتمبر، كما اشترك الجيش الخامس الفرنسي في الهجوم على جيش كارل فون. وقد أدى ذلك الضغط بالقائد الألماني كلوك إلى أن يشترك بكامل الجيش الأول الألماني، وكان بينه وبين أفراد الجيش الثاني بقيادة كارل فون مسافة 30 ميل.
وفي يوم 9 سبتمبر علم كارل فون بقدوم البريطانيين أيضاً ليملأوا الفجوة بينه وبين جيش كلوك. فأمر الجيش الثاني بالانسحاب، فاضطر كلوك إلى أن ينسحب هو أيضاً بالجيش الأول. وقد تدعم الهجوم الفرنسي المضاد بالجيشين الخامس والسادس وهجوم القوات البريطانية بمساندة الجناحين الأيسر والأوسط للجيش الفرنسي. وقد عُرف هذا الهجوم باسم معركة المارن الأولى. وفي يوم 11 سبتمبر كانت القوات الألمانية قد انسحبت بالكامل.
كان هناك عدة أسباب لهذا التحول المفاجئ للأحداث، وكان السبب الرئيسي هو الإنهاك للجيش الألماني في الجبهة اليمنى حيث كان كثير من الجنود قد ساروا لمسافة تزيد عن 240 كيلومترا (150 ميلا)، وكانت هناك عدة معارك دارت أثناء الطريق. وكان هذا التعب هو نتيجة غير مباشرة لخطة شليفن نفسها التي طبقها الجيش الألماني بعد وفاة صاحبها بعدة سنوات. وبينما كانت القوات الفرنسية المنسحبة قادرةً على نقل القوات إلى مناطق مختلفة باستخدام القطارات، كانت القوات الألمانية تجد صعوبات في طريق تقدمها تتمثل في كباري تم تدميرها وسكك حديدية تم تفجيرها.
وكانت إمدادات الطعام والذخيرة القادمة إليهم محدودة، كما أنه كان على القوات أن تحقق تقدماً سيراً على الأقدام، كما أن الألمان لم يحسنوا تقدير روح المقاتل الفرنسي القوية، حيث كانوا شجعاناً ومرتفعي الروح المعنوية، وعلى ثقة في قوادهم. وقد كان ذلك واضحاً بشدة في العدد المحدود جداً من الأسرى الذين أخذهم الألمان.
وقد نجحت معركة المارن الأولى في دفع الألمان إلى الخلف لمسافة 40-50 ميلا، وحافظت على العاصمة باريس ومنعتها من السقوط في يد الألمان. ومن هذا المنطلق يعتبر هذا الحدث نصراً استراتيجيا كبيرا مكن الفرنسيين من تجديد الثقة بالنفس والاستمرار في الحرب. إلا أن الهجوم الألماني الكبير، وعلى الرغم من أنه لم يحقق هدفه بإبعاد فرنسا عن الحرب في وقت مبكر، إلا أنه مكن ألمانيا من السيطرة على قطاعات كبيرة في شمال فرنسا. وكان على فرنسا أن تواصل الحرب لإستعادة المنطقة الصناعية الغنية بالفحم[ ؟ ] والحديد والمنتجة للمعادن، فقد كان سقوط تلك المنطقة ضربةً قاصمةً للاقتصاد الفرنسي.

### ما بعد معركة المارن الأولى
كان الجيش البلجيكي قد تراجع إلى ما وراء قلعة أنتويرب، أي خلف خطوط القوات الألمانية بعد معركة المارن الأولى، فبدأ الألمان قصفاً ثقيلاً على أنتويرب يوم 28 سبتمبر، واستسلمت أنتويرب للألمان يوم 10 أكتوبر.
وبعد فشل محاولتيه الأولى والثانية (في سوم وأراس) لدفع الألمان قرر القائد الفرنسي جوفر أن يحاول مرة أخرى، ولكن بالاشتراك مع القوات البريطانية هذه المرة في الشمال. وكانت القوات البريطانية قد انسحبت إلى لاباس وأيبر، إلا أن القائد الألماني مولتك الذي خلف إريك فون فولكنهاين توقع حدوث ذلك، فأعد خطة مضادة، حيث أرسل جزءاً من الجيش الموجود في اللورين ترقباً للهجوم المتوقع، وجيش آخر يمسح الشاطئ، ويحطم الجبهة اليسرى للمهاجمين. وقد بدأ الهجوم البريطاني من أيبر يوم 19 أكتوبر ويدأ الاكتساح الألماني في اليوم التالي. وعلى الرغم من تعرض القوات البلجيكية لضغط شديد لمدة يومين سابقين في منطقة نهر ليجر إلا أن قادة الجيشين وهما جون فرنش وفيردناند فوش وهما ممثلي جوفر في الشمال لم يدركا ما يحدث للجيوش المعادية بسرعة. وفي ليلة 29-30 أكتوبر اضطر البلجيك إلى فتح بوابات نهر ليجر لحماية أنفسهم بإغراق الطريق أمام الألمان. وقد وصلت معركة أيبر إلى أسوأ مراحلها في يومي 31 أكتوبر و11 نوفمبر، ولم تهدأ وتتحول إلى حرب خنادق إلا في يوم 22 نوفمبر.
وصلت الخسائر التي تكبدها الفرنسيون في نهاية العام إلى 380 ألف قتيل و600 ألف جريح، وفقد الألمان عدداً أقل من ذلك بقليل، وبالرغم من ذلك لم يتفوق أي من الطرفين على الآخر. وعندما أعاد الألمان محاولتهم للاختراق عند أيبر كانت جيوش الجانبين منهكة فلجأت إلى حرب الخنادق، فامتدت الخنادق من قرب الحدود السويسرية إلى المحيط الأطلنطي. وبهذا استطاعت حرب الخنادق أن توقف الهجوم وتحققت الورطة التي استمرت سنوات طوال. وينحصر تاريخ الجبهة الغربية لمدة ثلاث سنوات تالية في محاولات متتالية لقوات الحلفاء للخروج من تلك الورطة.

### الحرب البحرية عام 1914
سرعان ما اتخذت الحرب البحرية صفة الحرب العالمية حيث أن أساطيل البلدين الرئيسيين في الحرب وهما بريطانيا وألمانيا كانت منتشرة في جميع أنحاء العالم. وكان لدى بريطانيا في بداية الحرب 29 سفينة كبيرة جاهزة للقتال و13 سفينة تحت الإنشاء. بينما كانت ألمانيا تملك 18 سفينة جاهزة للقتال وتسع سفن تحت الإنشاء. في البداية لم يكن أيٌ من الجانبين يرغب في حدوث مواجهة، فقد كانت بريطانيا مهتمة فقط بتأمين طرقها التجارية البحرية، وكانت ألمانيا ترغب في مواكبة التفوق الإنجليزي من حيث عدد السفن.
وفي الأسبوع الأول للحرب قامت سفينة ألمانية[ ؟ ] تدعى أيمند بسلسلة من الغارات البحرية حول الهند. وألحقت خسائر في السفن التجارية والعسكرية البريطانية التي كانت تحمل المؤن والجنود إلى أرض المعركة في أوروبا. وعندما تمكن طراد أسترالي من إغراقها يوم 9 نوفمبر 1914 كانت أيمند قد أغرقت 23 سفينة تجارية كما أنها قصفت المنشآت النفطية البريطانية في مدراس.
أما أول مواجهة كبرى بين الأسطولين فكانت في يوم 28 أغسطس 1914، حيث قامت قوة بريطانية بقيادة الأدميرال ديفيد بيتي بدخول المياه الإقليمية الألمانية، وأغرقت أو حطمت عدة سفن ألمانية صغيرة وقتلت أو أسرت 1000 رجل، وذلك في مقابل مقتل 35 بريطاني وإلحاق أضرار بسفينة بريطانية واحدة، وفي الأشهر التالية التزمت ألمانيا بحرب الغواصات سواء في المياه الأوروبية أو المياه البريطانية دون تحقيق أي نصر ملفت. وفي يوم 22 سبتمبر تمكنت غواصة ألمانية واحدة من إغراق ثلاث سفن بريطانية خلال ساعة واحدة، وفي يوم 7 أكتوبر أصابت إحدى الغواصات الألمانية أهدافها على سواحل اسكتلندا، ثم أغرقت السفينة البريطانية «هوك» يوم 27 أكتوبر باستخدام الألغام.
وفي يوم 15 ديسمبر انطلقت السفن الحربية من أسطول أعالي البحار الألماني بقيادة الأدميرال فرانز فون هيبر وقصفت عدة مدن بريطانية ثم عادت إلى مواقعها سالمة.
أما في أعالي البحار، فقد كان القائد البحري الألماني جراف فون سيبي يقود أسطولاً صغيراً مكوناً من أربع سفن عبر المحيط الهادي متجها إلى أمريكا الجنوبية. ثم توقف في شهر سبتمبر عند جزيرة فاننج ليقطع الكابل التلغرافي المار بالمحيط الهادي. كما قصف قاعدة فرنسية في تاهيتي قبل أن يصل إلى شواطئ أمريكا الجنوبية ويلتحق بأسطول ألماني صغير آخر هناك. وفي يوم 1 نوفمبر 1914 واجه أربع سفن بريطانية وحقق جراف فون سبي انتصاراً حاسماً. فأغرق اثنتين من السفن البريطانية دون أي خسائر في أسطوله.
استمر إبحار جراف فون سبي حول رأس هون جنوبي قارة أمريكا الجنوبية حتى يتمكن من مهاجمة جزر الفوكلاند التابعة لبريطانيا، لكنه لم يكن يعلم بوصول سفينتين حربيتين بريطانيتين مزودتين بأسلحة ثقيلة أفضل مما تحمله أي سفينة من سفنه، قد وصلتا حديثاً من بريطانيا حتى تنضما إلى ست سفن أخرى في ميناء ستانلي.
حاول جراف سيبي الهرب إلا أنه كان محاطاً من جميع الجوانب. وفي القتال البحري الذي دار يوم 7 سبتمبر 1914 مات فون سيبي ومعه 2000 من رجال البحرية، وتم إغراق أربع سفن من سفنه الخمس، بينما لم تخسر بريطانيا في تلك المعركة سوى عشرة رجال، فكان نصراً بحرياً كبيراً لها.

## الجبهة الغربية في 1915

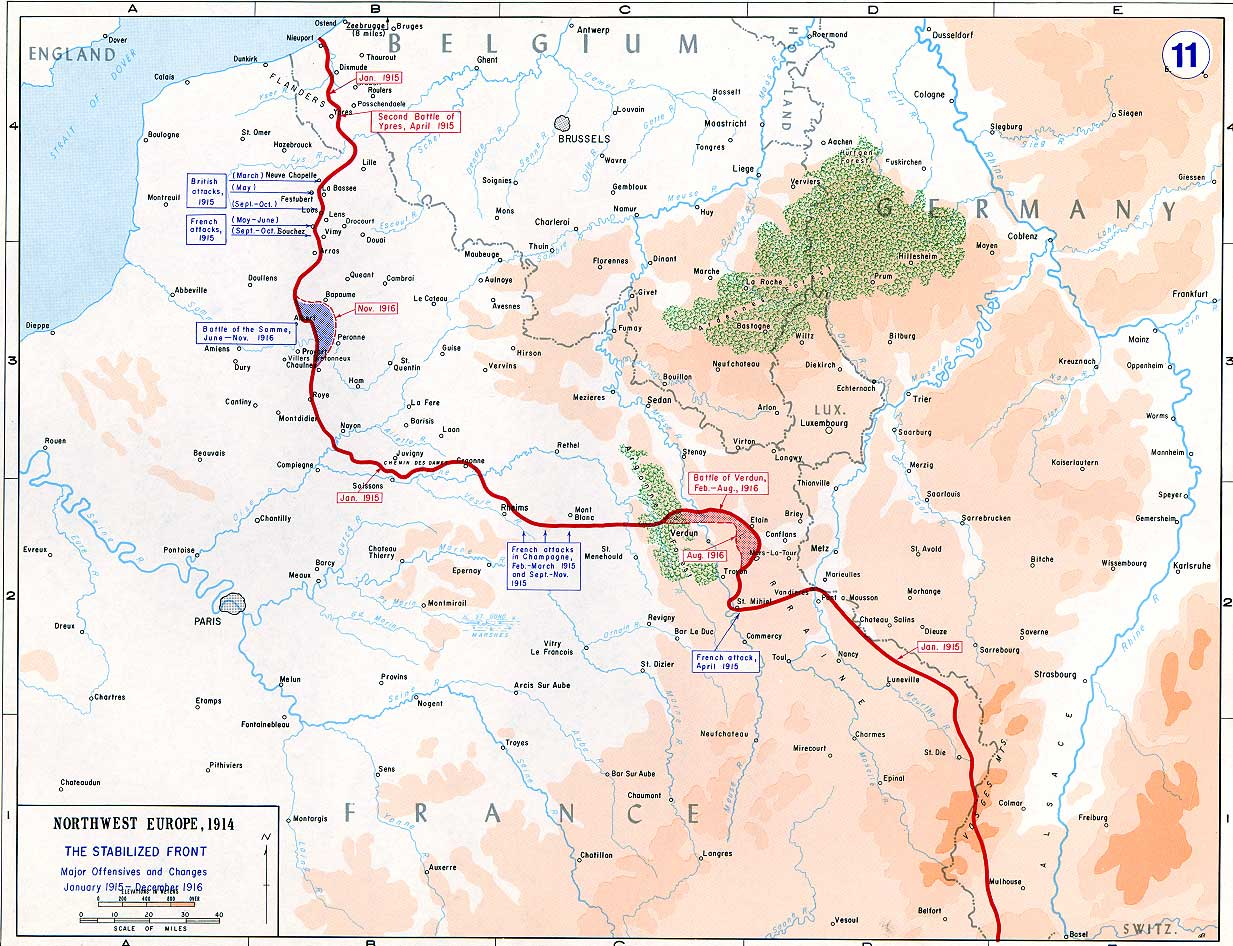
خريطة الجبهة الغربية في 1915-1916

حققت الهجمات الفرنسية المتكررة على حاجز الخنادق الألمانية في مارس وأبريل عام 1915 في شامبانيا تقدما يقدر ب500 ياردة (460 مترا)، وخسارة قدرها 50 ألف رجل. أي أن هذا التقدم الضئيل لا يذكر في مقابل ما تحقق من خسائر فادحة ومؤثرة.
أما بالنسبة للبريطانيين فإن الجيش الأول بقيادة سير دوجلاس هيج قد قام بتجربة جديدة في نوف شابل يوم 10 مارس، عندما فتحت مدفعيته نيرانها الكثيفة على جبهة بطول 2000 ياردة، ثم بعد 35 دقيقة تعمق القصف حتى يتمكن المشاة من اجتياز الخنادق التي دمرها القصف الأول تحت ستاره. لكن كانت النتيجة الفورية هي مزيد من القتلى والجرحى، وذلك لعدم وجود ذخيرة كافية، مما جعل القصف الثاني غير كاف، وكذلك لتأخر جنود المشاة في بدأ الهجوم لمدة خمس ساعات، مما مكن الألمان من التغلب على صدمة المفاجأة، واستعادة ترتيب أوضاعهم وتنظيم أعمال الدفاع. وكان من الواضح جدا أمام قوات الحلفاء أن هذه الهجمة التكتيكية قد ضلت طريقها لأسباب كان من الممكن تعديلها وتجاوز تلك المعوقات فيما بعد. إلا أن قادة جيوش الحلفاء لم يتعلموا الدرس ويدركوا أن الهجمة البرية المباغتة يمكن أن تكون ناجحة جداً إذا حدثت بسرعة مع قصف مكثف. وتمسكوا بنتيجة واحدة توصلوا إليها وهي أن القصف المكثف لخط الخنادق يسهل اقتحامه. وقد عادوا فيما بعد إلى استخدام خطة «نوف شايل» مرة أخرى في عام 1917. وقد استفاد الألمان من تنفيذ تلك التجربة مرة أخرى، حيث نفذتها فرنسا في أبريل 1915 في هجوم على سان مهيل دون تحقيق أي مكاسب مع التضحية ب64 ألف رجل.

### الغاز لأول مرة
تمسك الألمان باستراتيجية فولكنهاين وظلوا على طريقتهم الدفاعية في الغرب، إلا أنهم قاموا بهجوم جديد من نوعه على الحلفاء في أيبر (وكان الفرنسيون قد حلوا محل البريطانيين في تلك المنطقة في نوفمبر عام 1914). وفي يوم 22 أبريل 1915 استخدم الألمان غاز الكلور لأول مرة على الجبهة الغربية، حيث استخدموا 168 طنا منه على أرض المعركة، ودخل غاز الكلور خنادق الإنجليز، وأدى لاختناق بعض المدافعين في الصف الأمامي، وفر بعض المدافعون في الجزء الخلفي في ذعر وحدثت فجوة كبيرة في خط الحلفاء تقدر بأربعة أميال، ولكن الألمان لم يكونوا مستعدين لهذا المستوى من النجاح، ولم يكن لديهم القوات الاحتياطية الكافية للتقدم، فعندما وصلت القوات الكندية تمكنت من إرجاع التقدم الألماني بسرعة للوراء.
وتكرر الهجوم بالغاز بعد يومين وتسبب في انسحاب القوات الفرنسية البريطانية لمسافة ثلاثة أميال (5 كم) ولكن الألمان لم يستغلوا الفرصة جيداً. وبدأ الحلفاء في مواجهة استخدام الغاز عن طريق إدخال الأقنعة الواقية من الغازات والتدابير المضادة الأخرى. جاء مثالا على نجاح هذه التدابير في وقت لاحق في هذه السنة، في 27 أبريل إلى الجنوب من إبرس، صمدت الفرقة العسكرية 16 (الأيرلندي[ ؟ ]ة) أمام عدة هجمات ألمانية بالغاز.

### الحرب الجوية
شهد عام 1915 إدخال الطائرات المعدة خصيصاً للقتال الجوي، في حين كانت الطائرات تستخدم في هذه الحرب للاستطلاع، وكانت صغيرة وغير مسلحة، ولذلك كانت دائما تخشى مواجهة طائرات استطلاع معادية في أي وقت. لذلك فكر الطيارون في حمل أسلحتهم الخفيفة مثل المسدس[ ؟ ]ات والبنادق على الطائرات وتبادل الطلقات مع طائرات العدو في الجو. وفي 1 أبريل أصبح الطيار الفرنسي رولان غاروس أول من يسقط طائرة للعدو باستخدام مدفع رشاش من داخل الطائرة.
وبعد عدة أسابيع اضطر غاروس إلى الهبوط خلف الخطوط الألمانية، فتم القبض على طائرته وإرسالها إلى المهندس الهولندي أنتوني فوكر الذي قام بعدة تحسينات كبيرة بها، حيث جعل الطائرة ذات المقعد الواحد تتمكن من حمل مدفع آلي يستطيع إطلاق القذائف لتمر بدقة من بين أنصال المروحة، كما جهز الطائرات بأجهزة لاسلكي تمكنها من الاتصال ببعضها. وأدى ذلك التطور إلى بدء سباق التسلح بين قوات المحور والحلفاء، حيث قام كلا الجانبين بتحسين الأسلحة وهياكل الطائرات والمحركات، واستمر هذا السباق حتى نهاية الحرب.

### الجبهة الإيطالية في 1915
وقعت كل من فرنسا وبريطانيا وروسيا اتفاقية سرية مع إيطاليا يوم 26 أبريل 1915، وتتضمن أن تدخل الأخيرة الحرب بجانب الحلفاء على وعد بأن تنال نصيبها من الأراضي النمساوية المجرية، حيث لن تمنح فقط جزء السكان الناطقين بالإيطالية[ ؟ ] وهو ترنتينو وترست، ولكن سوف تنال أيضاً جنوب تيرول حتى تلتحم حدودها مع ألبانيا. وبناء على ذلك أعلنت إيطاليا الحرب على الإمبراطورية النمساوية المجرية يوم 23 مايو عام 1915.
وقد قرر القائد الإيطالي الجنرال لويجي كادورنا تركيز جهوده في أعمال الهجوم من الشرق حيث تقع أراضي منخفضة نسبياً بين رأس الأدرياتيكي والسهول المنخفضة عند جبال الألب، أي في الوادي المنخفض لنهر إيسونزو. وقد خاطر بإمكانية أن يلاحقه النمساويون من الخلف من منطقة ترنتينو وذلك ظناً منه أن التقدم الحذر يحميه من ذلك.
وقد بدأ الهجوم الإيطالي الأول في نهاية شهر مايو 1915، لكنه سرعان ما تمت إعاقته، وكان السبب الرئيسي في ذلك هو فيضان نهر إيسونزو فبدأت حرب الخنادق. لكن كادورنا صمم على إحراز أي تقدم على أي حال فقام بسلسلة من الهجمات عرفت بمعارك إيسونزو، ولم تحرز المعارك الأربعة الأولى منها (من 24 يونيو وحتى 7 يوليو - ومن 18 يوليو وحتى 3 أغسطس - ومن 18 أكتوبر وحتى 4 نوفمبر - ومن 10 نوفمبر وحتى 2 ديسمبر) أي تقدم يستحق التضحية بـ280 ألف رجل، كما كانت المعركة الخامسة في مارس 1916 بلا أي نتيجة تذكر. وقد أظهر النمساويون شجاعة في المقاومة افتقدوها عند مواجهة الروس.

### انضمام بلغاريا لقوات المحور واحتلال صربيا
فشلت المحاولات النمساوية الثلاثة التي قامت بها النمسا لغزو صربيا خلال 1914 أمام المقاومة الشديدة للصرب. وبحلول صيف عام 1915 تضاعف اهتمام قوات المحور بضرورة تصفية الحساب مع صربيا ، وذلك للحفاظ على الهيبة، وأيضا من أجل ضمان وسائل اتصال آمنة مع تركيا عبر البلقان. وفي أغسطس عام 1915 أرسلت ألمانيا تدعيمات للجبهة على الحدود الجنوبية للنمسا، ثم في يوم 6 سبتمبر عام 1915 وقعت قوات المحور اتفاقية مع بلغاريا التي أغروها بعرض تقديم بعض الأراضي التي سيأخذونها من صربيا إليها. ولم تأبه بلغاريا بالإنذار الروسي وهاجمت شرق صربيا يوم 11 أكتوبر ومقدونيا[ ؟ ] يوم 14 أكتوبر.

## الجبهة الغربية في 1916

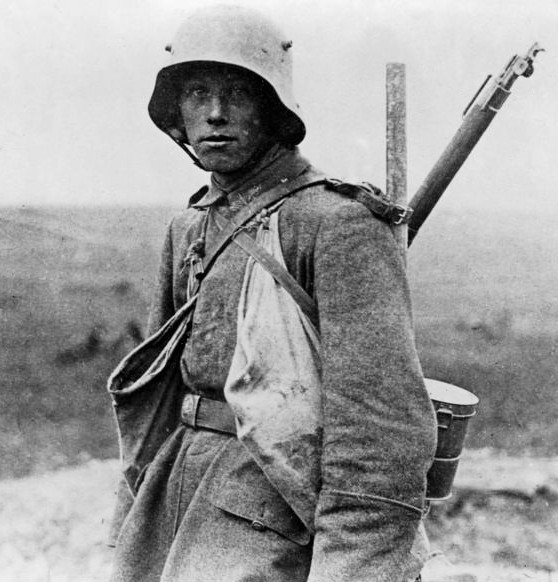
جندي ألماني في الجبهة الغربية عام 1916

كان مركز الثقل في الحرب العالمية الأولى في الجبهة الغربية عام 1914، ثم انتقل إلى الجبهة الشرقية في عام 1915، ثم عاد مركز الثقل مرة أخرى عام 1916 إلى فرنسا والجبهة الغربية. وعلى الرغم من أن الحلفاء قد فقدوا بعض قوتهم في الدردنيل وبلاد ما بين النهرين (العراق) وسالونيكا إلا أن زيادة عدد أفراد الجيش البريطاني وإمداده بالذخيرة قد مهد الفرصة لتحقيق عمل هجومي على نطاق واسع لم يسبق له مثيل في حرب الخنادق. وزاد عدد أفراد الجيش البريطاني في فرنسا فأصبح 36 فرقة عسكرية مع نهاية عام 1915. وحتى ذلك الوقت كان عدد المتطوعين (بالرغم من كثرته) غير كافٍ للوفاء باحتياجات بريطانيا، لذلك فقد تم تغيير القانون العسكري وحل التجنيد الإلزامي محل التطوع في يناير 1916.
وقد عقد مؤتمر في ديسمبر عام 1915 لقادة جيوش إيطاليا وفرنسا وبريطانيا وبلجيكا مع ممثلين للجيش الروسي والجيش الياباني وذلك في مقر القائد العسكري جوفر في باريس. وقد وافقوا على القيام بهجوم شامل في عام 1916 تقوم به كل من: فرنسا وبريطانيا العظمى وروسيا وإيطاليا. لكن الأعمال العسكرية الألمانية أفسدت تلك الخطة ولم يتم أي عمل عسكري كامل إلا ما قامت به القوات البريطانية من عمليات عسكرية.
وبحلول شتاء 1915-1916 اعتبر فولكنهاين أن روسيا دولة مشلولة وأن إيطاليا لا تستحق الذكر. وقد اعتقد أن الوقت حان للقيام بعمل مثمر ضد فرنسا، ويجب استنزاف قواتها ، وإلحاق خسائر بشرية كبيرة بها ، حتى إذا انهارت فلن تجد بريطانيا حليفاً قوياً لها في القارة الأوروبية، وعلى ذلك يمكن إجبارها على العودة إلى السلام من خلال حرب الغواصات وليست الحرب البرية، لقطع طرق المساعدات الآتية لها من الخارج، وقد كان فولكنهاين متمسكاً بحرب الاستنزاف على الجبهة الغربية. وكان يعتقد أن الهجوم الكاسح ليس ضرورياً ويمكن للألمان الاستعاضة عنه باستنزاف القوة البشرية في فرنسا وذلك باختيار الوقت المناسب للهجوم عليهم، وهو الوقت الذي يضطر فيه القائد الفرنسي للدفع بكل من عنده من جنود إلى المعركة. وقد اختار فولكنهاين لتنفيذ تلك الخطة مدينة فردان شمال شرق فرنسا بما حولها من حصون معقدة، وذلك لأنها كانت مصدر تهديد لخطوط الاتصال الألمانية الرئيسية، ولأنها معقل مهم، حيث تقع في الطريق المتجه مباشرة إلى باريس. بالإضافة إلى أنه كان متأكداً من أن الفرنسيين مستعدون للتضحية بأي عدد من الرجال للدفاع عن فردان وذلك لأن المدينة نفسها مهمة جداً من الناحية المعنوية للجيش الفرنسي.
وكانت أهم نقاط خطة فولكنهاين تعتمد على جمع أكبر قدر ممكن من المدفعية الألمانية المكثفة المتوسطة والثقيلة في شمال وشرق فردان وما حولها من حصون ثم البدء في سلسلة مستمرة من التقدم البري بجنود المشاة تجاه الحصون. وهذا التقدم سيدفع المشاة الفرنسيين إلى الدفاع عن الحصون أو محاولة استرجاعها، حيث يمكن قصفهم بالمدفعية الألمانية في ذلك الوقت. بالإضافة إلى أن كل هجوم بري ألماني يسبقه قصف مدفعي مكثف يمهد له الطريق ويخلي المنطقة المقصودة من المدافعين. واشتركت الطائرات في المعركة، حيث تحول المجال الجوي لفردان إلى ساحة للمعركة الجوية، ووضحت قيمة التفوق الجوي التكتيكي، حيث سعى كل طرف للسيطرة على الاستطلاع الجوي.

### معركة فردان

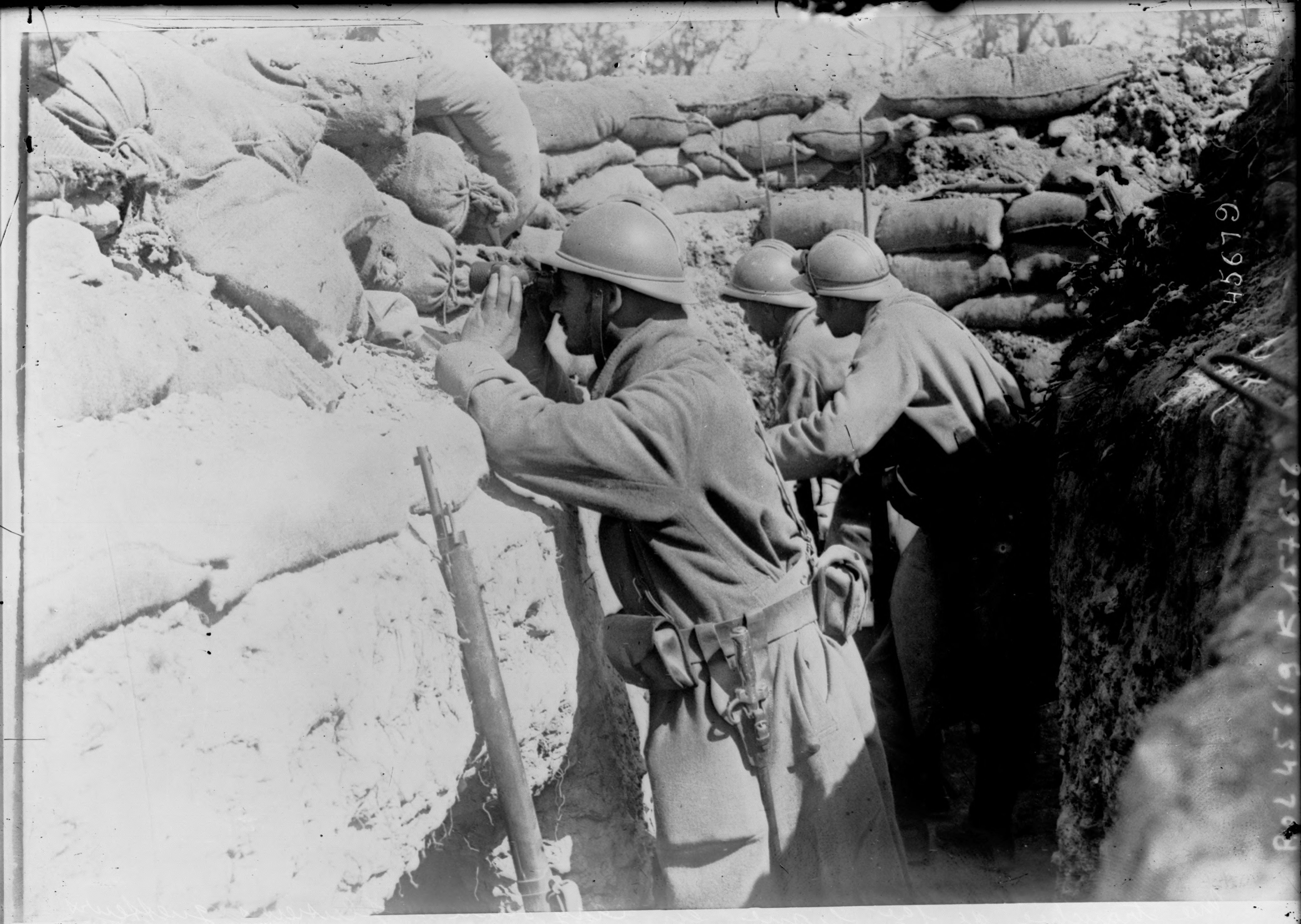
الجنود الفرنسيون يراقبون تحركات العدو

بالرغم من أن المخابرات الحربية الفرنسية قد وجهت إنذاراً مبكراً للقيادة العسكرية يحمل معلومات عن كل ما يقوم به الألمان من إعداد للهجوم، إلا أن القيادة العليا الفرنسية كانت مشغولةً جداً بالإعداد لهجوم جديد، فلم يجد هذا التحذير أي آذان صاغية. وفي السابعة والربع من صباح يوم 21 فبراير عام 1916 بدأ أكثف قصف مدفعي ألماني في الحرب على جبهة بطول 8 ميل حول فردان، وعلى الخنادق الفرنسية والأسلاك الشائكة، فسادت الفوضى وعم الارتباك. وفي الرابعة وخمس وأربعين دقيقة مساء تقدم المشاة الألمان ببطء في فردان وحصونها. ومنذ ذلك الوقت وحتى 24 فبراير تحطمت خطوط الدفاع الفرنسية القريبة، وسقط حصن دوومون واحتله الألمان يوم 25 فبراير. ومع ذلك، أوقفت تعزيزات فرنسية التقدم الألماني يوم 28 فبراير. وفي يوم 6 مارس بدأ الهجوم الألماني على الضفة الغربية لنهر ميس وعلى الضفة الشرقية أيضا. وأدرك الفرنسيون أن هناك شيئاً ما سيحدث أكثر من مجرد محاولة للمناورة، فحاولت روسيا أن تخفف الضغط على فرنسا، فضحت بالهجوم على الجبهة الشرقية في بحيرة ناروش، كما بدأ الإيطاليون هجومهم الخامس على إيسونزو، كما تولى البريطانيون قطاع طويل من الجبهة يمتد من سير في الجنوب وحتى سوم. وفي ذلك الوقت تم إسناد مهمة الدفاع عن فردان إلى الجنرال فيليب بيتان، فقام بتنظيم عدة هجمات دفاعية مرتدة حدت من تقدم الألمان، والأهم من ذلك أنه أراد أن يبقي هناك طريقاً مفتوحاً إلى فردان لم يدمره القصف الألماني. وكان ذلك الطريق هو طريق بار لي دو والذي عرف فيما بعد باسم الطريق المقدس، وذلك بسبب استمرار تدفق الإمدادات والدعم إلى جبهة فردان عن طريقه بالرغم من الإعتداءات المستمرة من المدفعية الألمانية. عرفت معركة فردان أيضا باسم «فرامة فردان» أو «مطحنة ميوز»، وأصبحت رمزاً للعزم الفرنسي والتضحية بالنفس.

### معركة سوم

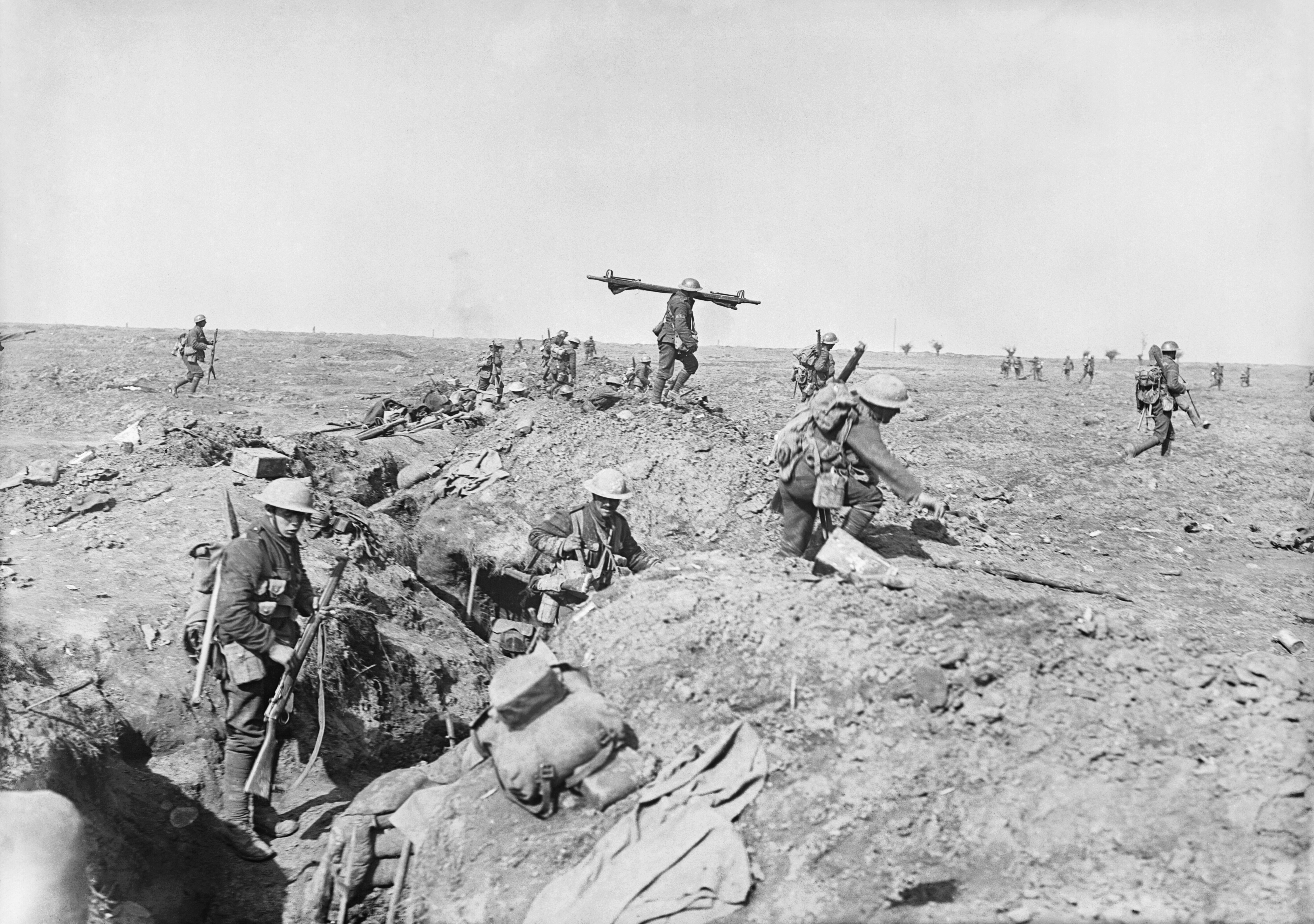
جنود مشاة بريطانيون في معركة سوم

بدأت معركة السوم في اليوم الأول من يوليو عام 1916 بعد أن سبقها قصف لمدة أسبوع نبه إلى ما يمكن حدوثه. وسبب نجاح الحملة الجوية للحلفاء إعادة تنظيم الذراع الجوية الألمانية، وبدأ الجانبان باستخدام تشكيلات كبيرة من الطائرات بدلاً من الاعتماد على القتال الفردي، وفي يوم 11 يوليو هاجمت فرق بريطانية جبهة بطول 15 ميل تمتد من سير إلى كولو شمال سوم، بينما هاجمت خمس فرق فرنسية في نفس الوقت على جبهة تمتد لثمانية أميال جنوب سوم في المنطقة الواقعة ما بين كرلو وبيرون، وقد صاحب هذا الهجوم تفاؤل كبير وأمل في نجاحه، إلا أن هذا التفاؤل كان في غير موضعه. كان دوغلاس هيج مقتنعاً بأن المشاة البريطانيين يمكنهم أن يتقدموا دون مقاومة برية، حيث تكون الأرض خالية من المدافعين عنها بعد أن تقصفهم المدفعية. إلا أن الإعداد الواضح للهجوم والقصف المدفعي الطويل في البداية أضاع كل فرص المفاجأة، فالمدافعون الألمان كانوا مستعدين جيداً لما سوف يحدث. وعندما بدأ الهجوم الجوي تقدم 60 ألف جندي مشاة بريطاني في خط منتظم وبخطوات بطيئة يفرضها الحمل الذي يحمله كل رجل منهم (33 كيلو غراما من المعدات)، فحصدهم القصف الألماني الموجه من المدافع الألمانية، وفي ذلك اليوم تحقق الرقم القياسي لأكبر الخسائر في يوم واحد للجيش البريطاني وهو 57 ألف جندي، وهي خسائر لم يمن بمثلها الجيش البريطاني في أي يوم آخر أو أية حرب أخرى خلال يوم واحد. وكان الفرنسيون المشاركون في الهجوم يملكون ضعف ما عند البريطانيين من مدافع، وكان أداؤهم أفضل وهم يواجهون جبهة أضعف، لكن هذا النصر النسبي لم يحقق أي شيء مفيد.
التزم دوغلاس هيج بخطة التقدم الممدود مركزاً جهوده على القطاع الجنوبي من جبهة سوم وقد تمكن من إسقاط ثاني أكبر المواقع الألمانية هناك في يوم 14 يوليو. بعد ذلك بدأ إستنزاف الأرواح بأعداد كبيرة مرة أخرى مع إستمرار التقدم البطئ وكسب القليل من الأراضي وإستنزاف المقاومة الألمانية. في تلك المعركة بدأ استخدام الدبابات في الحرب العالمية الأولى لأول مرة يوم 15 سبتمبر من قبل البريطانيون، وكانت أعدادها قليلة جداً فلم يكن لها تأثير يذكر في النتائج. وفي منتصف شهر نوفمبر أعاقت سقوط الأمطار المبكرة إستمرار العمليات العسكرية، فلم تحقق معركة سوم التي استمرت لمدة أربعة أشهر إلا الفشل. وقد تكبدت القوات البريطانية خسائر تقدر بـ420 ألف جندي (ما بين قتيل وجريح)، بينما تكبد الفرنسيون 200 ألف جندي، والألمان 465 ألف وهذه الأرقام مثيرة للجدل.

### معركة جوتلاند
شهد صيف عام 1916 تلك المواجهة الطويلة بين أسطول أعالي البحار الألماني الذي يتكون من 99 سفينة حربية، وأسطول بريطانيا العظمى الذي يتكون من 150 سفينة حربية، في معركة جوتلاند (على ساحل الدانمارك)، وهي أطول معركة بحرية في التاريخ. وقد ادعى كل طرف فيها أنه المنتصر.
أصبح الأدميرال رينهارد سير قائداً عاماً لأسطول أعالي البحار الألماني في يناير عام 1916. وقد خطط لمواجهة بحرية بين أسطوله وجزء من الأسطول البريطاني منفصلاً عن الأسطول ككل. وبذلك يتمكن الألمان من إثبات تفوقهم العددي الذي يمكنهم من إحراز النصر. وكانت خطة «سير» تقوم على إيقاع سفينة الأدميرال بيتي وسحبها بطريق الخداع إلى شمال الساحل البريطاني ومن ثم تدميرها قبل وصول أي دعم من الأسطول البريطاني من القاعدة الرئيسية في سكابا فلو.
ولإحكام المصيدة قامت خمس زوارق حربية من أسطول أعالي البحار الألماني بالاشترال مع أربع زوارق خفيفة بالإبحار باتجاه الشمال إلى نقطة أبعد من شمال شاطئ النرويج. ثم تبعها سير بنفسه بسفن حربية من سفن الأسطول الألماني وتوقف على مسافة 50 ميل خلفهم، وذلك لتطويق سفينة بيتي في المسافة بينه وبين الزوارق بمجرد انخداعها وسقوطها في الفخ بالتحرك من أجل ملاحقة الزوارق في بحر الشمال، إلا أن الأمر اللاسلكي ببدء التنفيذ والصادر يوم 30 مايو وقع في أيدي البريطانيين الذين تمكنوا من فك شفرته ، فتحرك الأسطول البريطاني في منتصف الليل قرب الشواطئ الجنوبية للنرويج وأخذ مواقعه على مجنبتي الطريق البحري الذي أعده الأسطول الألماني لخطة الخداع الكبير.
في الساعة الثانية وعشرين دقيقة من صباح يوم 31 مايو 1916 كانت سفينة الأدميرال جون جيليكوس لاتزال تبعد 65 ميلاً عن سفينة بيتي. تمكنت فرق استطلاع كلا الجانبين من معرفة خطط الجانب الآخر، وبعد مرور ساعة أخرى كان الجانبان قد أصبحا في وضع الاستعداد على هيئة خطين من السفن المستعدة للقتال، عانى الأسطول البريطاني خلال الخمسين دقيقة التالية بشدة، وغرقت إحدى سفنه الكبرى. وعندما تقدمت الزوارق المصاحبة لسفينة بيتي لقيت خسائر مماثلة حيث كانت عدة مدمرات ألمانية قد أرسلت لبدء هجوم بالمفرقعات. وفقد البريطانيون سفينة حربية أخرى تدعى «كوين ماري» وذلك قبل تحديد موقع الأسطول الألماني ورؤيته بالعين المجردة في الساعة الرابعة وخمس وثلاثين دقيقة مساءً حيث شاهدته دورية بريطانية، بناء على ذلك أمر بيتي سفنه بالإبحار باتجاه الشمال وذلك لسحب الألمان باتجاه الأسطول البريطاني بقيادة جيليكوس.
لم يستطع كل من بيتي وجيليكوس رؤية سفن بعضهما بعضاً قبل السادسة وأربع عشرة دقيقة مساءً، وقد حاولا تحديد موقع الأسطول الألماني بدقة قبل أن يبدأ جيليكوس في نشر سفنه من أجل تحقيق أفضل النتائج. صف جيليكوس سفن الأسطول البريطاني خلف بعضها بعضاً بينما اصطفت سفن الأسطول الألماني متجاورة، فكون الأسطولان شكلاً يشبه حرف T. وقد عرفت تلك المناورة فيما بعد باسم اختراق حرف T، وذلك لأن القوات البحرية التي تستطيع اختراق الخط الآخر سيكون لها السيادة والتفوق في إطلاق النار.

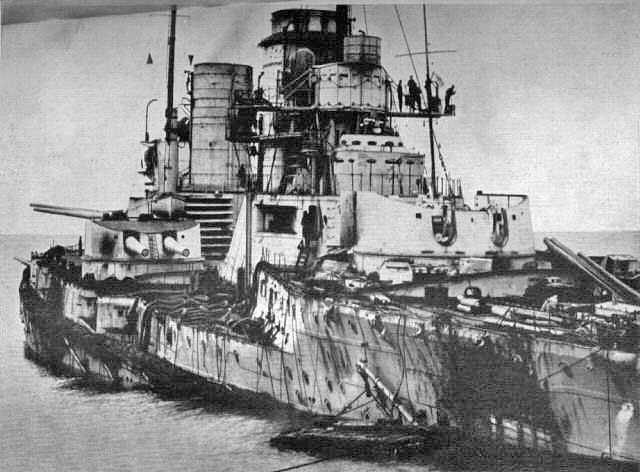
البارجة الألمانية سدليتز بعدما ضربت بـ 21 قذيفة ثقيلة وطوربيد

كان ذلك الموقف حاسماً بالنسبة للألمان ومخاطرة كبرى، لكن ثلاثة عوامل حمت الأسطول الألماني من التدمير في تلك المعركة، وهي:
- بناؤه الممتاز.
- ثبات وعمل الطواقم بانتظام.
- سوء نوعية السفن البريطانية.[51]

كانت السفن الثلاثة الرئيسية في الأسطول الألماني تحت نيران البريطانيين إلا أن مدفعيتها لم تصب، بل إنها أيضا تمكنت من مواصلة القتال بكفاءة لدرجة أن إحدى قذائفها سقطت على سفينة بريطانية ففجرتها تماماً. لكن هذا النصر لم يقدم الكثير ولم يحد من قصف السفن البريطانية. وظل الأسطول الألماني يتقدم وسط المصيدة البحرية التي نصبها له الأسطول البريطاني.
وتقديراً للكفاءة النادرة لأطقم بحارة الأسطول الألماني، أنقذ رينهارد أسطوله من الخطر القادم الذي تملص منه بمناورة شديدة الصعوبة، حيث أمر في السادسة والنصف من مساء نفس اليوم بدوران جميع السفن بزاوية 180 درجة، وتم تنفيذ الأوامر دون حدوث أي تصادم. وبهذا عكست السفن الألمانية اتجاهها وفرت من المصيدة، بينما كانت المدمرات الألمانية تطلق الدخان الكثيف للتعمية. وقد تسبب الدخان وانخفاض مستوى الرؤية في إرباك الأسطول البريطاني، فلم يدرك ما يحدث. وبذلك فقد الإنجليز اتصالهم بالألمان في الساعة السادسة وخمس وأربعين دقيقة مساءً.
إلا أن الأسطول البريطاني استطاع المناورة في البحر بحيث يمكنه أن يحول بين الأسطول الألماني وبين موانيه وهو مايزال في طريق العودة، وكان هذا ما يخشاه رينهارد، فأمر في الساعة السادسة وخمس وخمسين دقيقة بالاستدارة مرة أخرى والسير في عكس الاتجاه بزاوية 180 درجة، إلا أن النتيجة جعلته في موقف أسوأ بكثير من الموقف الذي تفاداه للتو. حيث وجد سفنه نفسها متقاربة أكثر من اللازم، كما بدأت في التعرض لقصف مكثف من السفن البريطانية، ونجح جيليكوس في اختراق حرف T الألماني مرة أخرى، ولقيت سفن ألمانية خسائر كبرى، فأمر «سير» سفنه الحربية ومدمراته المتقدمة بأن يضحوا بأنفسهم بالتقدم الجماعي باتجاه السفن البريطانية وتدميرها بالتصادم.
وهنا وصلت معركة جوتلاند إلى قمة التأزم، فعندما أبحرت السفن والمدمرات إلى الأمام باتجاه السفن البريطانية ارتبكت السفن الألمانية الموجودة في المؤخرة، وفقدت انتظامها وهي في طريقها للعودة. ولو أن جيليكوس استفاد من ذلك الموقف وأمر الأسطول البريطاني بالتقدم وسط السفن الألمانية التي تهاجمه في تلك اللحظة لقضى على الأسطول الألماني، إلا أنه أمر أسطوله بالعودة، وبذا انطلق الأسطولان مبتعدين عن بعضهما بسرعة تتعدى 20 عقدة قي الساعة، ولم يلتقيا مرة أخرى، وعند حلول الظلام لم يكن الأسطول البريطاني يعلم الجهة التي انسحب إليها الأسطول الألماني. وفي الساعة الثالثة من صباح يوم 1 يونيو كان الأسطول الألماني قد نجح في الخداع والفرار ممن يطاردونه.
عانى البريطانيون خسائر كبيرة تفوق الخسائر الألمانية في السفن والرجال، فقد فقدوا ثلاث سفن حربية وثلاثة زوارق وثماني مدمرات و6274 ضابطاً وجندياً في معركة جوتلاند، بينما خسر الألمان سفينة واحدة وزورقاً واحداً وأربع زوارق خفيفة وخمس مدمرات و2545 جندياً. إلا أن تلك الخسائر التي تكبدتها بريطانيا لم تحقق لألمانيا التفوق العددي المنشود لأسطولها على الأسطول البريطاني في بحر الشمال. ولم يتغير شيء فيما يخص سيادة الألمان على أجزاء من بحر الشمال. ومنذ ذلك الحين أصبح أسطول أعالي البحار الألماني لايفضل المغامرة بالابتعاد عن أمن وأمان وجوده في موانيه.

### خط هيندنبيرغ

خط هيندنبيرغ

في أغسطس 1916 تغيرت القيادة الألمانية في الجبهة الغربية حيث استقال فالكنهاين و إستُبدل بالجنرالين بول فون هيندنبورغ وإريك لودندورف . وبعد توليهما القيادة بفترة قصيرة اعترفا أن معركتا فردان وسوم قد إستنزفتا القدرات الهجومية للجيش الألماني. وقررا أن الجيش الألماني في الغرب يجب أن يتجه إلى موقف دفاعي إستراتيجي في معظم عام 1917، بينما القوى المركزية ستهاجم أماكن أخرى.
خلال معركة سوم وخلال شتاء 1916م-1917م، أنشأ الألمان خط دفاعي أعدوه وراء قسم من جبهتهم، وسمي هذا الخط باسم خط هيندنبيرغ، وقد أنشؤوه باستخدام مبادئ دفاعية وُضِعت منذ المعارك الدفاعية لعام  1915. وكان الهدف منه تقصير الجبهة الألمانية، امتد خط التحصين هذا من جنوب أراس إلى سانت كوينتين. في نوفمبر 1916 رصدت طائرة استطلاع بريطانية بداية بناء الخط .

### مساعي السلام وسياسة الولايات المتحدة حتى فبراير 1917

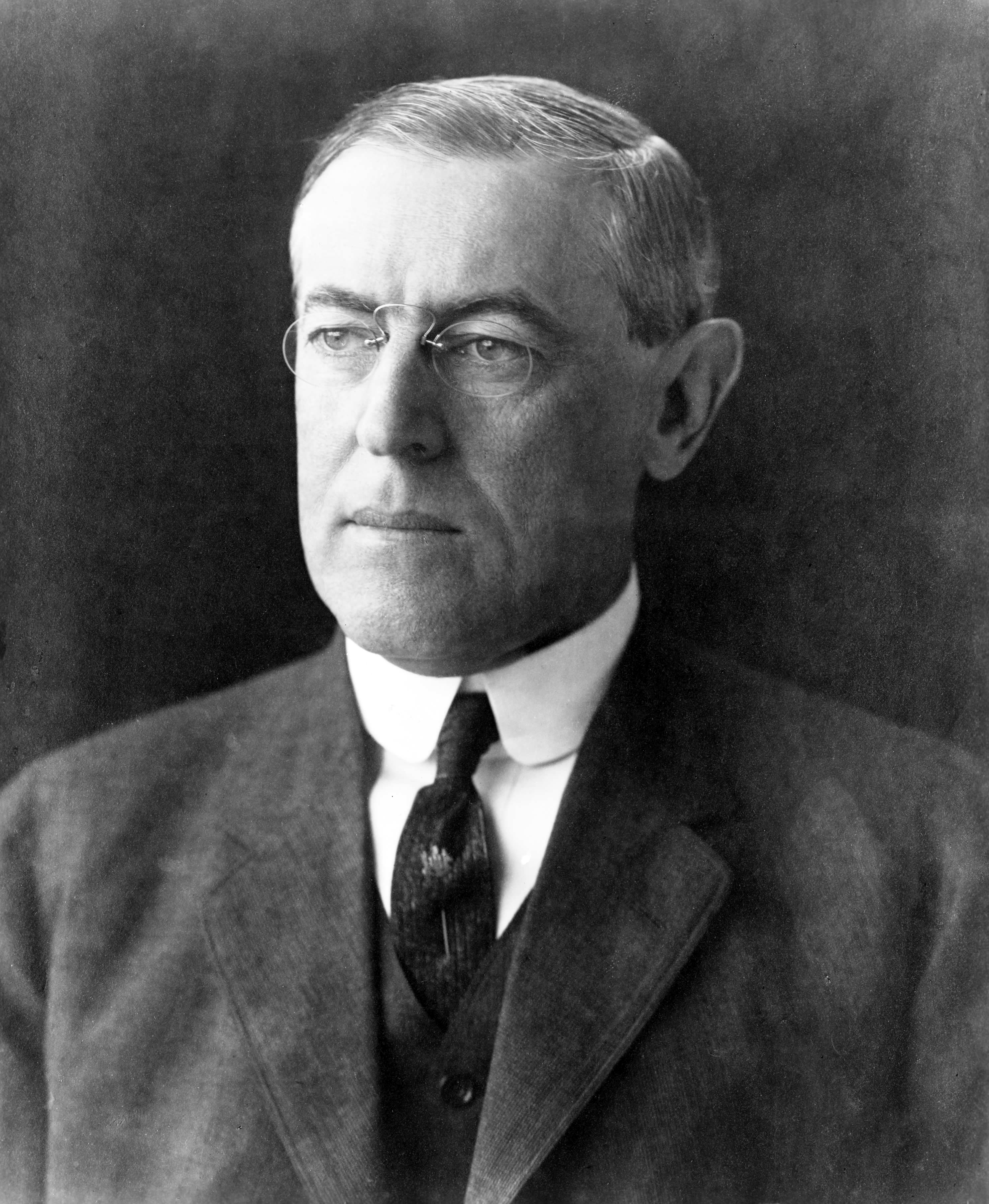
الرئيس الأمريكي حينها وودرو ويلسون

لم تكن هناك سوى جهود قليلة قام بها الحلفاء تارة ودول المحور تارة أخرى من أجل عقد مباحثات سلام خلال العامين الأولين من الحرب. ولم يكن لدى أي من الطرفين رغبة قوية في ذلك، لذا فلم تكن المحاولات كثيرة بل تكاد تكون منعدمة. وبحلول عام 1916 لاحت أفضل فرص السلام على يد إثنين من الحكام وهما المستشار الألماني بيتمان والرئيس الأمريكي وودرو ويلسون. وكان ويلسون قد أعلن حياد أمريكا في أغسطس 1914 وحاول خلال العامين التاليين أن يحافظ على ذلك الحياد. وفي بداية عام 1916 أرسل الكولونيل إدوارد م هاوس إلى لندن وباريس لبحث مدى إمكانية توسط الولايات المتحدة بين الدول المتحاربة. ونتج عن مباحثات هاوس مع وزير الخارجية البريطاني السير إدوارد جراي مذكرة تسمى مذكرة هاوس-جراي وقد صدرت يوم 22 فبراير 1916 ، وهي تعلن أنه من الممكن أن تدخل الولايات المتحدة الحرب إذا رفضت ألمانيا توسط الرئيس ويلسون إلا أن بريطانيا العظمى احتفظت بحق بدء جهود التوسط التي تقوم بها الولايات المتحدة مما جعل ويلسون يرجئ تحركاته من أجل السلام.
وفي ألمانيا، كان بيتمان قد نجح بصعوبة بالغة جداً في تأجيل الإعلان عن حرب الغواصات اللامحدودة. أختير ويلسون في وقت لاحق رئيساًُ للولايات المتحدة لفترة ثانية يوم 7 نوفمبر 1916، إلا أنه أهدر شهراً كاملاً دون أن يتحرك من أجل السلام، وخلال تلك الفترة حدث النصر الألماني على رومانيا. وبينما نفد صبر بيتمان وهو ينتظر ويلسون في حل هذه المسألة توصل القادة العسكريون الألمان إلى أنه على ألمانيا أن تعرض السلام الآن، فهو سيكون سلاماً تقبله وتتحكم في شروطه، لأنها ستتحدث من موقع المنتصر، واقتنع بيتمان بذلك العرض واتفق مع القادة العسكريين على أنه لو رفض الحلفاء هذا العرض، فإن حرب الغواصات غير المقيدة بشروط سوف تتواصل. وأعلن يوم 12 ديسمبر 1916 شروط العرض الألماني للسلام، إلا أن الشروط العسكرية كانت بعيدة كل البعد عما يمكن أن يقبله الحلفاء. وكانت أصعب العقبات تتمثل في إصرار ألمانيا على تمسكها بضم بلجيكا وكذلك الجزء المحتل من شمال شرق فرنسا، وبالطبع لم يتم قبول هذا العرض.
وفي يوم 18 ديسمبر 1916 دعا الرئيس الأمريكي ويلسون المعسكرين المتحاربين للحديث عن الحرب. وقد شجعت الولايات المتحدة الحلفاء سراً على أن يعرضوا شروطا بعيدة عما يمكن أن تقبله ألمانيا، لكن ألمانيا وافقت على مبدأ المفاوضات رغم شكها في التواطؤ بين ويلسون والحلفاء، إلا أنها لم تغير أيا من المبادئ المعلنة يوم 12 ديسمبر، كما عزمت على عدم إتاحة الفرصة لويلسون للمشاركة في المفاوضات، إلا أن هذا العرض انتهى في منتصف يناير 1917.
ومن العجيب أن يأتي العرض التالي من ويلسون في خطاب ألقاه يوم 22 يناير دعا فيه إلى التصالح الدولي والتوصل إلى سلام بدون تحقيق نصر، ووجد ذلك الخطاب قبولاً طيباً من البريطانيين، وأعلنوا إستعدادهم لقبول وساطته. وفي المعسكر الآخر استجابت الإمبراطورية النمساوية المجرية بسرعة إلى عرض السلام إلا أن ألمانيا كانت قد قررت بدء حرب الغواصات غير المقيدة بشروط يوم 9 يناير. كما أرسل بيتمان رسالة تم استلامها يوم 31 يناير في الولايات المتحدة، وأعاد فيها نفس شروط السلام ودعا ويلسون إلى الإستمرار في العمل من أجل السلام، إلا أن الرسالة تناقضت بوضوح مع إعلان يقول أن حرب الغواصات الغير مقيدة ستبدأ في اليوم التالي.
وفي يوم 3 فبراير 1917 قطع ويلسون العلاقات الدبلوماسية بين الولايات المتحدة وألمانيا، وطلب من الكونغرس يوم 26 فبراير أن يعطيه الصلاحيات لتسليح السفن التجارية وإتخاذ إجراءات أخرى لحماية تجارة الولايات المتحدة. لم يكن الرأي العام الأمريكي مستعداً حتى ذلك الوقت لاتخاذ قرار الحرب، كما أن الألمان كان لديهم قدر كاف من الحكمة فامتنعوا عن مهاجمة السفن الأمريكية، لكن ما غير الحال رأساً على عقب هو ذيوع رسالة تلغرافية أرسلها زمرمان (وزير خارجية ألمانيا في ذلك الوقت) إلى رئيس المكسيك.
وفي نفس الشهر منح رئيس المكسيك فينوستيانو كارانسا ألمانيا قواعد للغواصات على شاطئ المكسيك. و كان زمرمان قد أرسل هذه الرسالة الشهيرة يوم 16 فبراير عام 1917 إلى رئيس المكسيك عن طريق سفير ألمانيا في المكسيك، وعرض عليه أنه في حالة دخول الولايات المتحدة الحرب ضد ألمانيا، فإن على المكسيك أن تتحالف مع ألمانيا لتتمكن من إسترداد ولايات تكساس ونيو مكسيكو وأريزونا من الولايات المتحدة. كانت الرسالة مرسلة تلغرافيا ومشفرة، إلا أن المخابرات البحرية البريطانية تمكنت من إلتقاطها ونقلها إلى الرئيس الأمريكي ويلسون يوم 24 فبراير. نشرت هذه الرسالة في الصحافة الأمريكية في 1 مارس وتبعها رغبة جامحة على مستوى الدولة في دخول الحرب ضد ألمانيا.

## الجبهة الغربية في 1917

### الجبهة الغربية (يناير - مايو 1917)

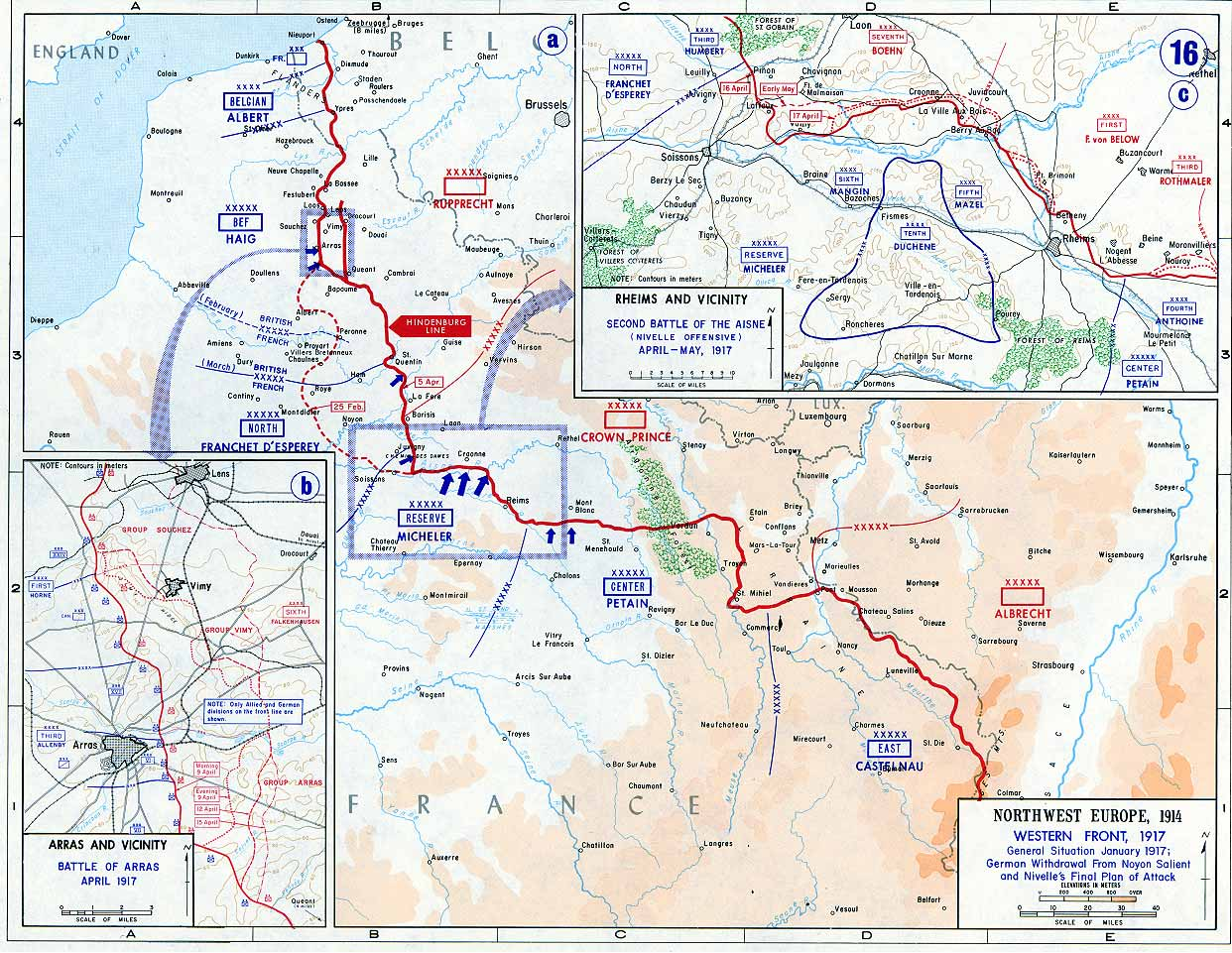
خريطة الجبهة الغربية في 1917

كانت دول الحلفاء لديها جميعاً ما يكفي من الأسباب لتكون غير راضية عن النتائج السيئة للحرب حتى نهاية عام 1916، وقد انعكس عدم الرضا في حدثين كبيرين وهما تغيير الحكومة الائتلافية في بريطانيا في شهر ديسمبر عام 1916 (وكانت الحكومة السابقة قد تولت في مايو 1915، وكانت إئتلافية أيضا)، وجاءت الحكومة الجديدة برئاسة ديفيد لويد جورج. وفي فرنسا وفي نفس الشهر انتقل منصب القائد العام للجيش من جوفر إلى ر.ج نيفل.
أما بالنسبة للموقف العسكري، فقد أصبحت القوة العسكرية لبريطانيا على الجبهة الغربية حوالي مليون و200 ألف جندي ولا تزال في ازدياد. بينما تزايدت القوات الغرنسية إلى أن أصبحت مليونين و600 ألف، ومن الممكن أن يكون إجمالي قوات الحلفاء ما يقرب من ثلاثة ملايين و900 ألف جندي في حالة إضافة البلجيك. وهذا العدد يواجه نحو مليونين ونصف مليون جندي ألماني.
أما بالنسبة للقائد العسكري نيفل فقد قارن بين النجاح الساحق الذي حققه في فردان والنتائج الإجمالية التي حققها جوفر خلال خطة الاستنزاف، وقرر تغيير الخطط، ومن ضمن ما كان يسعى إليه في تلك الخطط هو تحديد المهام الموكلة إلى الجيش الفرنسي بدقة والوصول إلى حل للوضع المعلق في الجبهة الغربية خلال عام 1917. وقد شملت خطط نيفل في مرحلتها الأخيرة أن تقوم القوات البريطانية بهجمات على الأحراش الشمالية والجنوبية أيضا لمنطقة سوم (وكان ذلك القطاع تحت سيطرة القوات الفرنسية فيما قبل). وهذه الهجمات سوف تسترعي نظر الألمان فيطلبون الاحتياط، ومن ثم تستطيع فرنسا أن تشن معركة على شامبانيا في ذلك الوقت وتكون قد تلقت جنوداً قادمين إليها من مستعمراتها عبر البحار وجنوداً قادمين من سوم وكلا الفريقين سيشارك في المعركة. وقد قرر نيفل استخدام نفس التكتيكات التي جربها في فردان، إلا أنه أفرط في الثقة في نظريته التي تقول: «عنف شديد وعدد كبير»، وهي تعتمد في الأساس على قصف مدفعي مكثف يتبعه هجوم بري بأعداد كبيرة.
وعندما لاحظ لودندورف تجدد أعمال الاعتداءات في سوم قرر أن يفسد خطط نيفل ويدعم القوات الألمانية على الجبهتين بطريقتين. الأولى هي تدعيم دفاعات شامبانيا بخط ثالث بعيد عن مدى المدفعية الفرنسية وذلك في منتصف شهر فبراير. والثانية هي توقع الهجوم واللجوء إلى الخط الثاني، وهو خط أنشئ بسرعة وتعجل على طول الجبهة الألمانية. وبعد خطوة الانسحاب الأولى إلى الخلف يوم 23 فبراير تم سحب القوات الألمانية من أقصى الغرب إلى الخط الجديد الأقصر بسلاسة وسرعة يوم 16 مارس. وقد دخلت القوات الألمانية المدن الرئيسية في تلك المنطقة وهي مدن (بابوم - برون - روي - نيون - شوني) فبدت خالية تماماً من سكانها، وتركت كالصحراء، فالطرق ملغمة والأشجار مقطوعة والآبار ملوثة والبيوت مهدمة، كما لغمت الأنقاض بالمفرقعات.
أفقد هذا الانسحاب الألماني غير المتوقع والمحير خطة نيفل من محتواها، إلا أن نيفل (وبالرغم من التحذيرات القادمة له من جميع الاتجاهات حول خطورة الموقف) أصر على استكمالها. وبدأ الجنود البريطانيون الهجوم في 9 أبريل 1917. وقد كانت البداية جيدة بالنسبة للمهاجمين وذلك بفضل المدفعية المتطورة والغازات السامة التي شلت مدفعيات القوات المعادية. وقد سقطت فيمي ريدج في يد القوات الكندية وهي تقع على الأطراف الشمالية للجبهة الممتدة لمسافة 15 ميل. إلا أن هذا النجاح لم يستثمر وأخفق بسبب تعثر حركة البريطانيين في المؤخرة، وذلك بالرغم من استمرار الهجوم حتى 5 مايو، إلا أن الدفاعات الألمانية القوية منعت المزيد من التقدم الذي حدث خلال الأيام الخمس الأولى فقط.
كما أن الهجوم الذي قام به نيفل يوم 16 فبراير على جبهة تمتد من فالي في الشرق وحتى كارون قد ثبت إخفاقه تماماً. فقد حوصرت القوات المهاجمة تحت وابل من نيران المدافع الآلية، ومع حلول الليل كان الفرنسيون قد تقدموا حوالي نصف كيلومتر بدلا من ستة أميال كما توقعت خطة نيفل. وكانت النتيجة هي: 28 ألف أسير ألماني وذلك في مقابل عدد يقل قليلا عن 120 ألف إصابة فرنسية (ما بين قتيل وجريح). إلا أن الأثر الذي تركته تلك المعركة على معنويات الفرنسيين كان سيئا للغاية، حيث أدرك الجميع أن خطط نيفل تسرف في توقع النجاح الساحق وهي تتفوق في ذلك على خطط جوفر إلى حد كبير. ومع فشل خطط نيفل دفنت عوامل نجاحه تحت الأنقاض، وكان من الطبيعي في ذلك الوقت الحاسم أن يخلفه بيتان يوم 15 مايو 1917.

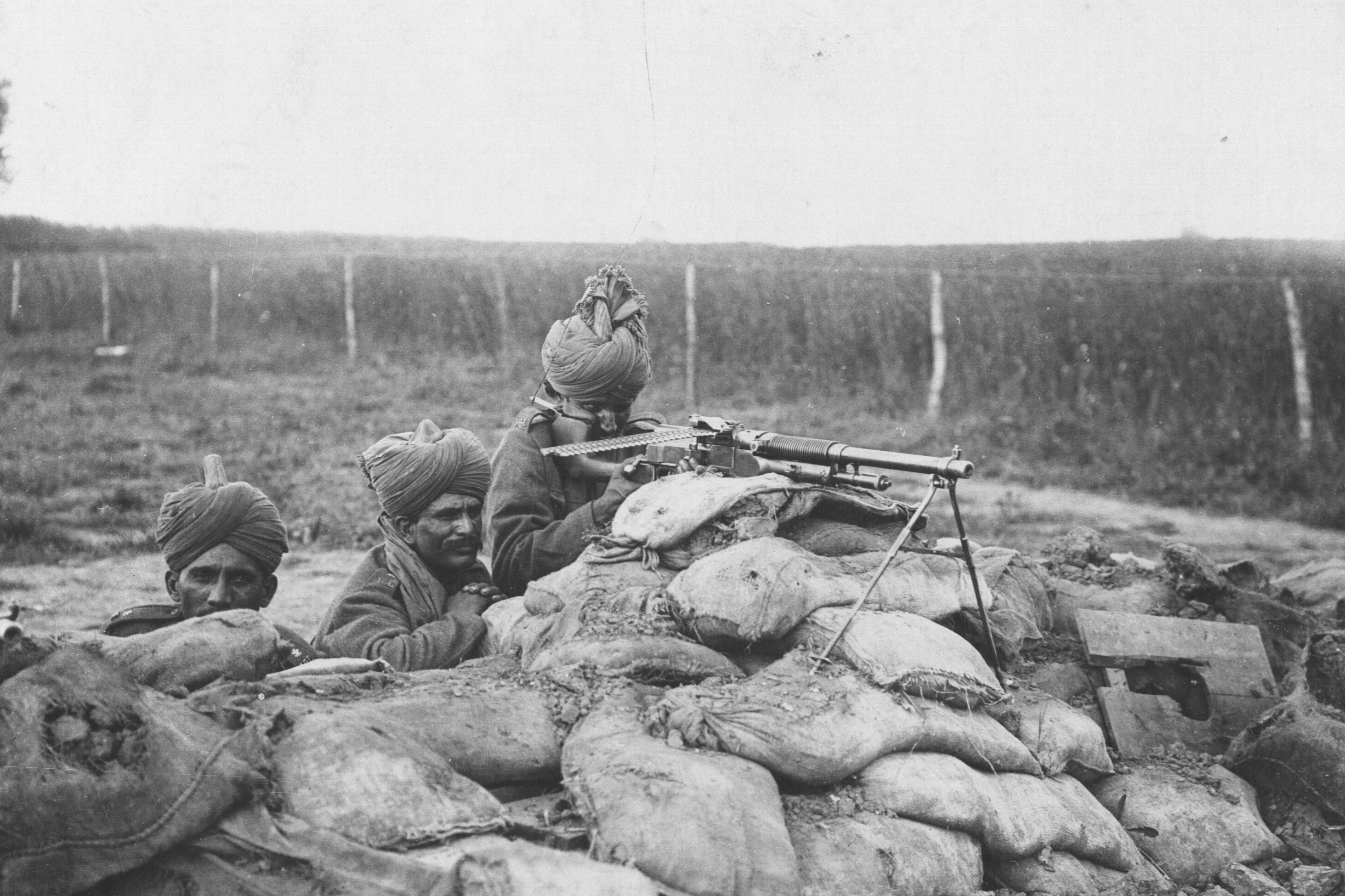
مشاة من الجيش البريطاني الهندي في فلاندرز في شتاء 1914-15

إلا أن هذا التغير قد جاء في وقت متأخر جداً، ولم يمكن الفرنسيين من تجنب خسائر جديدة، في نهاية أبريل كان هناك تمرد في سلاح المشاة، وقد اسفحل التمرد حتى انتشر في 16 فيلق في الجيش الفرنسي. وكانت السلطات تميل إلى أن تعزو ذلك التمرد إلى الدعاية[ ؟ ] المغرضة، إلا أن ذلك التمرد قد وقع في الحقيقة نتيجة لأمر صدر للقوات المجهدة بالعودة إلى خطوط الجبهة. وقد كانوا يعبرون عن شكواهم بصيحات مثل: 
| الجبهة الغربية (الحرب العالمية الأولى) | سندافع عن الخنادق، لكننا لن نهاجم | الجبهة الغربية (الحرب العالمية الأولى) |

، وقد استطاع بيتان أن ستعيد الهدوء داخل الجيش بتلبية جميع الطالب العادلة للجنود، وذاعت شهرته بالحكمة والعدل فحاز ثقة القوات جميعاً، واستعادوا الثقة في قوادهم. وقد أوضح للجميع أنه لن يقوم بأي هجوم طائش على الخطوط الألمانية في المستقبل. إلا أنه لم يتمكن من استعادة قدرات الجيش الفرنسي بالكامل أثناء الحرب.

وقد أصر بيتان على أن السياسة الحكيمة الوحيدة تكمن في الإلتزام بالدفاع حتى تستجد عوامل جيدة تغير الأوضاع بدرجة كافية لتبرير القيام بعمل عسكري ذو احتمالات عالية النجاح. وكانت نصيحته الدائمة هي: 
| الجبهة الغربية (الحرب العالمية الأولى) | لا بد أن ننتظر الأمريكان والدبابات | الجبهة الغربية (الحرب العالمية الأولى) |

. فقد كانت الدبابات قد صنعت بأعداد كبيرة، وكان هذا التركيز عليها يوضح الاهتمام بحرب الآليات وبقرب حلولها محل حرب التقدم البري بأعداد كبيرة.

### الولايات المتحدة تدخل الحرب
بعد قطع العلاقات الدبلوماسية مع ألمانيا في 3 فبراير 1917، دفعت الأحداث الولايات المتحدة إلى طريق الحرب لا محالة. فقد استخدم ويلسون سلطاته كقائد أعلى للقوات المسلحة الأمريكية، فأمر في 9 مارس بتسليح السفن التجارية حتى تستطيع الدفاع عن نفسها ضد الغواصات الألمانية. إلا أن البحرية الألمانية أغرقت ثلاث سفن تجارية أمريكية في الفترة 16-18 مارس وحقق ذلك خسائر كبيرة في الأرواح. فاتخذ ويلسون قراراً بشأن الحرب على ألمانيا يوم 20 مارس يؤيده في ذلك وزراؤه وأغلب الصحف وقطاع كبير من الرأي العام الأمريكي. وفي يوم 21 مارس دعا الكونغرس إلى اجتماع في جلسة خاصة يوم 2 أبريل. وفي هذا الاجتماع قدم رسالة عن الحرب إلى الكونغرس، فوافق الكونغرس على قرار الحرب يوم 3 أبريل، كما وافق مجلس النواب يوم 6 أبريل 1917. ثم أعلن القرار الرئاسي بالحرب فوراً.
كان اشتراك الولايات المتحدة في الحرب نقطة تحول كبرى، فقد كان المعروف منذ عام 1916 أن اشتراك الولايات المتحدة في الحرب يجعل هزيمة ألمانيا ممكنة. حيث يمكن ذلك قوات الحلفاء من مضاعفة أعمالها العسكرية ضد ألمانيا. فهي ستقدم الكثير من الإمدادت والإمكانات الهائلة. وقد حدثت تلك التوقعات بالفعل وبنفس القدر من القوة، فقد كان إنتاج الولايات المتحدة من السلاح لا يكفي إحتياجاتها فقط ولكن يكفي أيضاً احتياجات فرنسا وبريطانيا. ومن هذا المنطلق، فإن مشاركة الولايات المتحدة الاقتصادية فقط كانت كافية. ففي يوم 1 أبريل 1917 كان الحلفاء قد استنزفوا ما لديهم من أموال في شراء الإمدادات الضرورية من الولايات المتحدة، وكان من الصعب أن نتوقع الطريقة التي كانوا سيعتمدون عليها بعد ذلك لضمان الاستمرار في الحرب وكان من الصعب أيضا أن يقدروا على الاستمرار في الحرب لولا الولايات المتحدة. وقد وصلت القروض الأمريكية لدول الحلفاء إلى سبعة مليارات دولار في الفترة من عام 1917 وحتى نهاية الحرب.

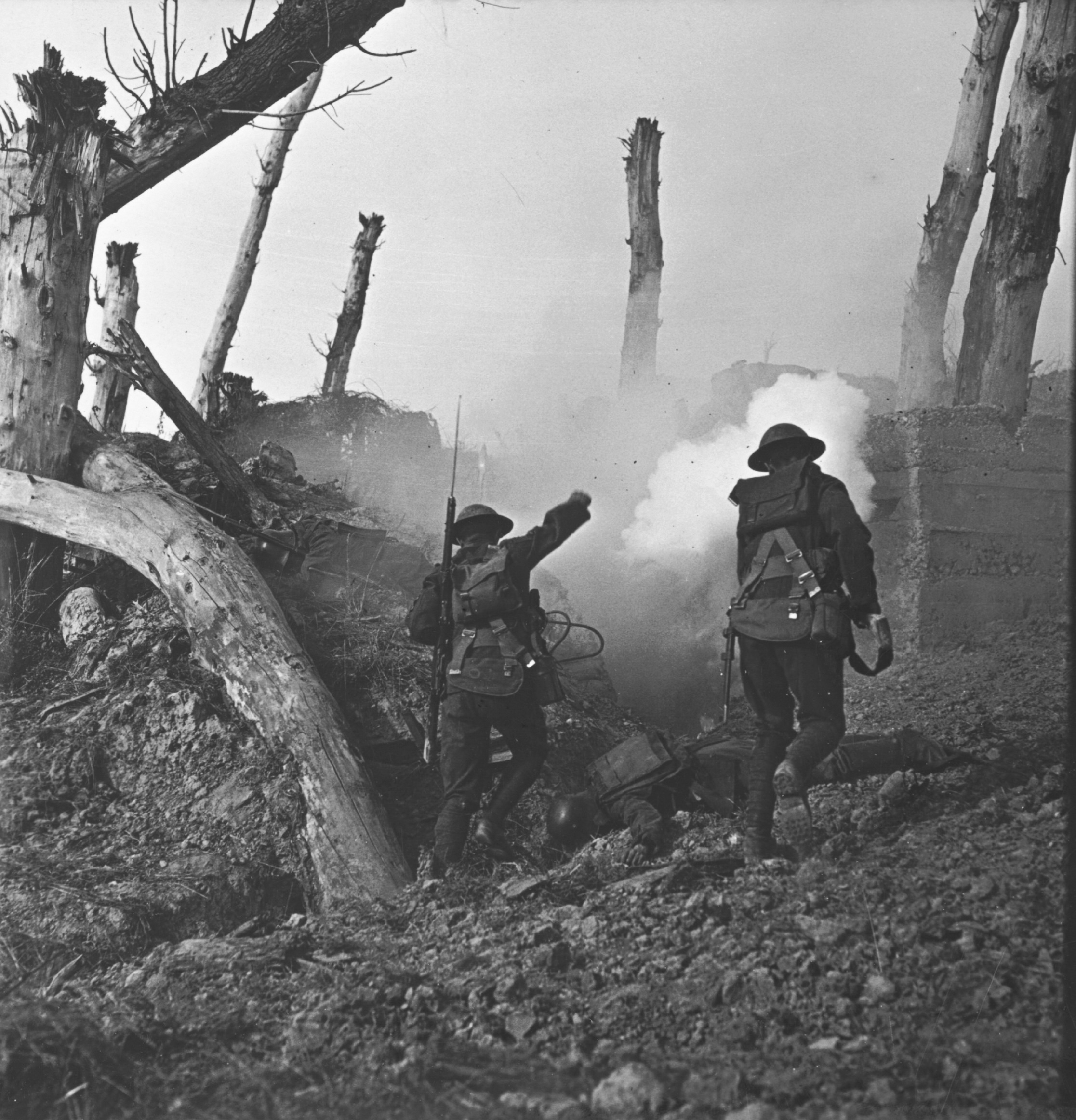
جنديان أمريكيان في الحرب العالمية الأولى

كما كانت المشاركة العسكرية الأمريكية في الحرب بنفس القدر من الأهمية التي كانت عليه مشاركتها الاقتصادية. فقد استحدث قانون جديد للتجنيد الإلزامي يوم 18 مايو 1917، إلا أنه كانت هناك حاجة إلى عدة أشهر ليتم التجنيد والتدريب ثم الإرسال إلى أوروبا. وقد كان هناك 85 ألف جندي أمريكي فقط عندما شنت ألمانيا هجومها الكبير الأخير في مارس 1918، إلا أن عدد القوات الأمريكية قد ارتفع إلى مليون و200 ألف جندي في سبتمبر من نفس العام. وكان قائد القوات الأمريكية في أوروبا هو الجنرال جون برشنج.
وقد كان الأسطول الأمريكي هو ثاني أكبر أسطول في العالم عندما دخلت أمريكا[ ؟ ] الحرب في عام 1917. وقد تخلت البحرية الأمريكية فوراً عن خططها لصناعة سفن حربية جديدة واستبدلتها بالتركيز على صناعة المدمرات ومطاردات الغواصات، وهي أشد ما كان يحتاج إليه الأسطول في ذلك الوقت. وبحلول شهر يوليو عام 1917 كانت الولايات المتحدة تمتلك 35 مدمرة راسية عند ساحل كوينز تاون في أيرلندا، وقد كان ذلك العدد كافيا لمساندة المدمرات البريطانية في حراسة الحركة البحرية عبر الأطلنطي، مع نهاية الحرب كانت هناك أكثر من 380 سفينة حربية أمريكية موجودة في البحار.
وقد شجع إعلان الولايات المتحدة الحرب دولا أخرى على المشاركة، وكانت تلك الدول من نصف الكرة الغربي وهي: كوبا وبنما وهاييتي والبرازيل وغواتيمالا وكوستاريكا والهندوراس. فقد أعلنوا جميعاً الحرب على ألمانيا قبل نهاية يوليو عام 1918. بينما اكتفت جمهورية الدومينيكان وبيرو والأوروغواي والإكوادور بقطع العلاقات.

### الجبهة الغربية (يونيو - ديسمبر 1917)
أفسح قرار الجنرال الفرنسي بيتان بالالتزام المؤقت بالدفاع فقط الفرصة أما هيج قائد القوات البريطانية في فرنسا أثناء الحرب العالمية الأولى ليحقق رغبته في القيام بعمل عسكري في الجزء الشمالي من بلجيكا (وهو يسمى فلاندرز). وقد قام بالخطوة الأولى يوم 7 يونيو 1917. وقد كان هجوماً جيد الإعداد، حيث استغرق إعداده فترة طويلة. وقد قام بهذا الهجوم الجيش الثاني بقيادة الجنرال هربرت بلومر، وحقق نجاحاً تاماً، وقد كان هذا النجاح مديناً (في جزء كبير منه) إلى المفاجأة التي حدثت بتفجير 19 لغم كبير داخل الخنادق في نفس الوقت، وذلك بعد أن تم وضعها على خطوط الجبهة الألمانية. ثم بعد ذلك اتبع سير هوبرت جو قائد الجيش الخامس سياسة خطوة بخطوة في تنفيذ أعمال الهجوم، إلا أن هيج التزم من جانبه بفكرة بلومر وهي أن يتحرك الجميع لتحقيق اختراق مبكر. إلا أنه تجاهل التوقعات التي تقول بأن الأمطار تحول الريف في منطقة فلاندرز إلى مستنقعات لا يمكن التحرك فيها وذلك بدءاً من شهر أغسطس. وكان الألمان يدركون أنه لا بد من توقع هجوم من تلك الجبهة التي يوجد فيها منطقة «إيبر»، فقد كانت تلك المنطقة مستوية ومكشوفة بحيث لا يمكن إخفاء استعدادت هيج. تلا ذلك قصف لمدة أسبوعين من جانب القوات البريطانية، استخدم في ذلك القصف 4 ملايين ونصف مليون قذيفة انطلقت من ثلاثة آلاف مدفع، وذلك دون إحداث أي أضرار في القلاع الخرسانية التي احتمت بها المدافع الآلية الألمانية.
وهكذا عندما بدأت «معركة إيبر الثالثة» يوم 31 يوليو فقد حقق الجناح الأسير فقط أهدافه، أما بالنسبة للجناح الأيمن الحاسم في المعركة فقد حقق فشلاً تاماً. وبعد مرور أربعة أيام أخرى كانت الأرض قد تحولت إلى مستنقعات. وعندما تواصل القتال يوم 16 أغسطس تحققت مكاسب قليلة جداً، إلا أن هيج أصر على استمرار أعماله العسكرية. وفي الفترة من 20 أغسطس إلى 4 أكتوبر تمكنت قوات المشاة من التقدم بفضل تحسن الأحوال الجو[ ؟ ]ية. ثم بدأ هيج هجوما آخر غير مجد يوم 12 أكتوبر ثم تبه ثلاث هجمات أخرى لم تحقق أي نجاح خلال الأيام العشر الأخيرة من أكتوبر. وأخيرا وفي 6 نوفمبر وعندما تقدمت قواته لمسافة قصيرة جداً واحتلت أنقاض باسيندال وهي قرية قريبة من إيبر كان بذلك قد ابتعد خمسة أميال فقط عن الموقع الذي بدأ منه الهجوم. شعر هيج بأن ذلك كاف وتوقف عن العمليات. وكان هيج يتوقع في البداية أنه سيحرز نصراً مؤزراً دون خسائر فادحة، إلا أنه أنهى عملياته الحربية بعد أن فقد 325 ألف رجل ولم يحقق أي خسائر تذكر في الجانب الألماني.
أما النسبة لبيتان فقد كان يجرب ما يمكن أن يحققه بالجيش الفرنسي الذي يعيد تأهيله. إلا أنه كانت أمامه فرصة مماثلة لفرصة هيج كي يعرض قدراته. ففي أغسطس حارب الجيش الفرنسي الثاني في معركة فردان الأخيرة فاستعاد كل ما بقي من الأراضي التي كانت قد فقدت وسيطر عليها الألمان عام 1916. وفي أكتوبر سيطر الجيش الفرنسي العاشر على سلسلة تلال في شيم دي ديما شمال آسين وشرق سوسون وتلاقت هناك جبهتا شامبانيا وبيكاردي جنوب سوم.

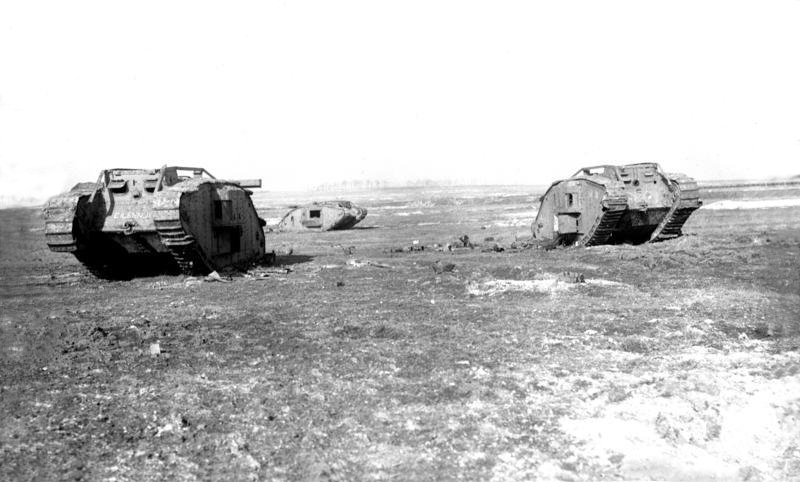
دبابات مارك-1 البريطانية أثناء المعركة.

ثم أنهى البريطانيون عام 1917 بحملة من العمليات ذات معنى يشير إلى ما يمكن حدوثه في المستقبل. فعندما خفتت العمليات العسكرية تماماً في إيبر بسبب الأوحال والمستنقعات. فكر البريطانيون مرة أخرى في الدبابات التي يمتلكون منها الآن عدداً كبيراً، إلا أنهم لا يستطيعون استخدامها في تلك الظروف الجوية السيئة، حيث توجد مستنقعات غميغة. وقد اقترح أحد ضباط الدبابات هجوما واسع المدى على الجبهة الجنوبية عند كامبريه، حيث يتجه سرب من الدبابات (دون أي تمهيد مسبق بالمدفعية) نحو الخنادق الألمانية. كان من الممكن أن تكون هذه الطريقة ناجحة في حال لم يدخل عليها أي تعديل. إلا أن القادة البريطانيون قد غيروها، وأضافوا الجديد وهو محاولة الجيش الثالث السيطرة على كامبريه والتقدم إلى ما بعدها من مدن. وفي يوم 20 نوفمبر بدأ الهجوم حيث تقدمت 324 دبابة ست فرق عسكرية. وقد أدى القصف المكثف من الدبابات (وهو الأول في التاريخ)  إلى إصابة الألمان بالذهول، ومن ثم استطاع البريطانيون تحقيق تغلغل أكبر في مقابل خسائر أقل، مقارنة بجميع ما خاضوه من معارك من قبل.
إلا أن تلك القوات قد تعثرت عند أول اختبار، حيث تأخرت التعزيزات عن موعدها فتوقف القصف وهو على بعد أميال قليلة من كامبريه. ثم بدأت هجمة ألمانية مضادة يوم 30 نوفمبر فاخترقت الجناح الجنوبي للجبهة البريطانية، وهددت الجيش بالكامل بوقوع كارثة قبل أن يتم دعمه بهجمة بريطانية أخرى. وفي النهاية أعاد الألمان احتلال ثلاثة أرباع الأرض التي كانت القوات البريطانية قد اكتسبتها. وبالرغم من كل ذلك فإن معركة كامبريه قد أثبتت أن عنصري المفاجأة واستخدام الدبابات معا يمكن أن تحل أزمة حرب الخنادق.

## الجبهة الغربية في 1918

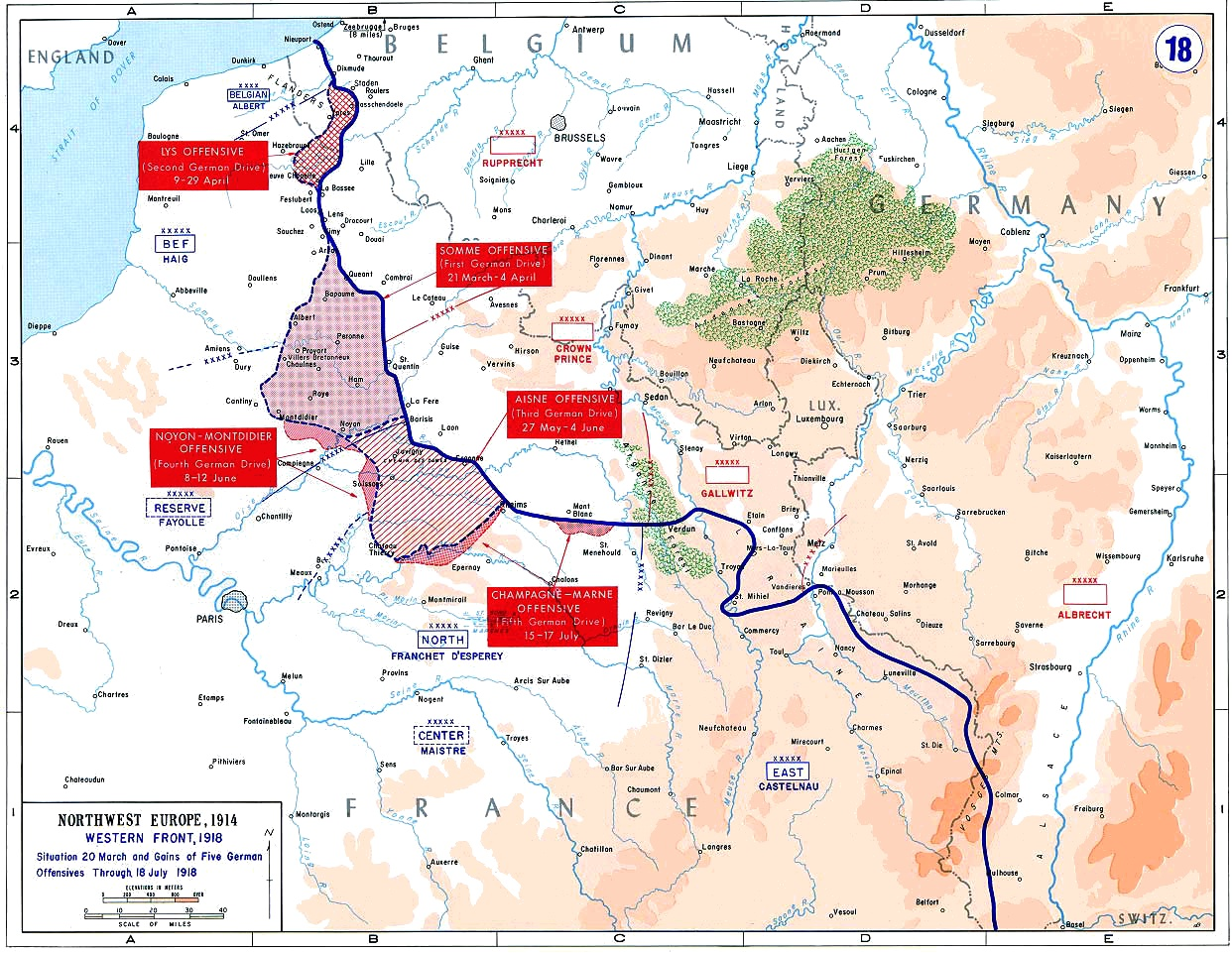
خريطة الجبهة الغربية في 1918

بعد أن تزايدت القوات الألمانية على الجبهة الغربية بصفة منتظمة، وذلك بعدما انتقلت لها القوات التي تم سحبها من الجبهة الشرقية (حيث انسحبت روسيا من الحرب ولم يعد هناك حاجة لبقاء تلك القوات هناك. وكانت مشكلة الحلفاء الأولى تكمن في كيفية تحمل جيوشها لهجوم ألماني واسع قبل وصول الإمدادات الكبيرة من أمريكا[ ؟ ]. وقد شجع الجنرال الفرنسي بيتان «هيج» قائد القوات البريطانية في فرنسا على أن ينشر 60 فرقة على جبهة بطول 125 ميلا بدلا من 100 ميل فقط. حيث قارن ذلك بالقوات الفرنسية الممتدة على جبهة بطول 325 ميل وهي 100 فرقة فقط. وقد استجاب هيج لذلك وأعاد توزيع قواته على الجبهة.
وعلى الجانب الألماني زاد عدد القوات الألمانية على الجبهة الغربية في الفترة من 1 نوفمبر 1917 إلى 21 مارس 1918 من 146 فرقة إلى 192 فرقة، وذلك بعد سحب القوات من روسيا وجاليسيا وإيطاليا. وبهذه الطريقة زاد عدد الجيش الألماني في الجبهة الغربية بمقدار 570 ألف جندي. كان الجنرال الألماني المسئول عن وضع الخطط الحربية في الحرب العالمية الأولى «لودندورف» يرى أن عليه أن يهاجم قبل وصول القوات الأمريكية. ثم وضع استراتيجية للهجوم تقوم على البدء بالخط الأضعف والذي لا يستطيع الصمود كثيراً أمام الهجوم. على أن تبدأ الهجمات الألمانية الرئيسية بضربات مدفعية قصيرة لكنها مركزة، مع استخدام أكبر قدر من الغاز السام وقذائف الدخان. وهذا سيضعف الخنادق الأمامية الحلفاء ويغير مواقع مدافعهم الآلية ويعتم على عمليات الاستطلاع. ثم تبدأ هجمة ثانية بالمدفعية يتم خلالها التقدم بالخطوة المعتادة حتى تتاح الفرصة للقصف الموجه للمشاة الألمان. وكانت تلك التكتيكات الجديدة تقوم على تفادي قوات المشاة لهجمات المدفعية الآلية وغيرها من نقاط المقاومة القوية بدلاً من انتظار أن تقوم الإمدادات بالتعامل مع ما قد يوجد من عوائق قبل مواصلة التقدم. فالألمان سيواصلون التقدم على الجبهة الأقل مقاومة. ومن هنا يضمن الألمان تحرك قواتهم وتقدمها وهذا يضمن الحصول على أراض كثيرة.
كانت تلك الخطط تحتاج إلى قوات جيدة التنظيم وعالية اللياقة وعلى مستوى عالي من التدريب. وعلى ذلك سحب لودندورف أفضل ما كان عنده من فرق على الجبهة الغربية وكون منهم فرقة منتقاة للقيام بالعمل المفاجئ. وتم تدريب الفرقة تدريباً جيداً على الخطة التي سيتم تنفيذها ، وبذل القادة كل ما في وسعهم للتعتيم على المناطق التي سيتم فيها الهجوم الرئيسي الألماني.
وكان من المقرر أن يكون الهجوم الألماني الرئيسي على أضعف قطاع على جبهة الحلفاء وهو يمتد لمسافة 47 ميل ما بين منطقتي أراس وفير، وكان على جيشين من الجيوش الألمانية (الثاني والسابع عشر) اختراق الجبهة الواقعة ما بين أراس وسانت كوينتين شمال سوم ثم الالتفاف جهة اليمين لإجبار القوات البريطانية على التراجع إلى الخلف باتجاه القتال، بينما تقوم قوات الجيش الثامن عشر الواقعة بين سوم وأويس بحماية الجناح الأيسر للقوات المتقدمة من أي هجوم مضاد قادم من الجنوب. وقد أطلق على تلك العملية اسم كودي وهو «ميشيل»، وكانت هناك ثلاث خطط تكميلية لها وهي: «سان جورج 1» ضد البريطانيين عند نهر ليز، و«سان جورج 1» ضد البريطانيين في منطقة إيبر، و«بلوشر» ضد الفرنسيين في شامبانيا. وقد تقرر استخدام 62 فرقة في الهجوم الرئيسي «ميشيل».

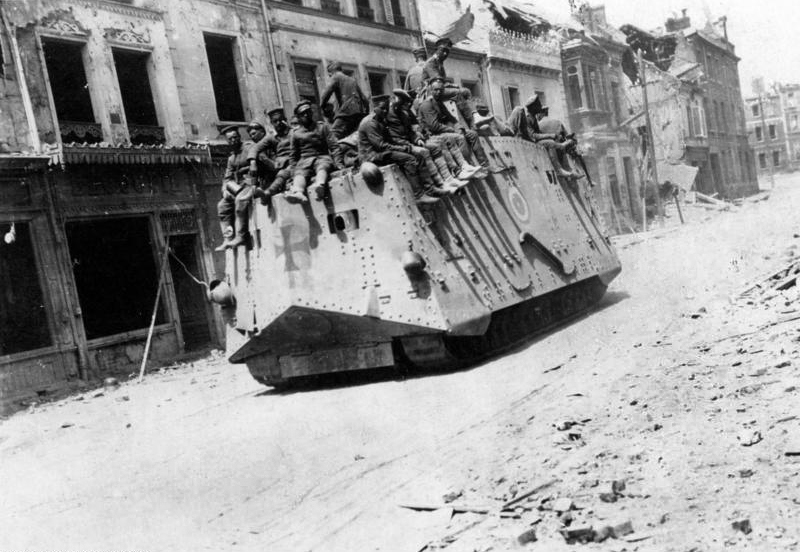
دبابة ألمانية في 21 مارس 1918

بدأت عملية ميشيل بعد أن سبقها قصف مدفعي من 6000 مدفع وذلك يوم 21 مارس 1918، وقد ساعد ذلك الهجوم ضباب في الصباح الباكر أخفى تقدم الألمان عن نقاط استطلاع البريطانيين. وقد عرف هذا الهجوم باسم معركة سوم الثانية، وفوجئ به البريطانيون تماماً. إلا أنه لم يصل إلى قدر النجاح الذي توقعه لودندورف. فقد حقق الجيش الثامن عشر بقيادة فون هوتر اختراقاً تاماً لجبهة سوم، إلا أن الهجوم الرئيسي في الشمال قد تعثر بسبب تجمع قوات بريطانية عند أراس. وأخيرا تكللت جهود الألمان بالنجاح بعد أن اتجهوا بالهجوم الرئيسي إلى أمينز. لكن الحلفاء كانوا قد استعادوا توازنهم بعد المفاجأة الأولى، كما كان الدعم الفرنسي في طريقه إلى خطوط البريطانيين. فتوقف التقدم الألماني أمام الدفاعات البريطانية شرق أمينز. ثم تجدد الهجوم يوم 4 أبريل. إلا أن لودندورف فضل الهجوم على سوم، فقد حقق ذلك الهجوم ما لم يحققه أي هجوم بري على الجبهة الغربية منذ معركة المارن الأولى، أي منذ شهر سبتمبر عام 1914.
اكتسب الحلفاء ميزة واحدة على الأقل من انهيار ثلث الجبهة البريطانية، حيث اختير فوش (بناءً على طلب من هيج) لتنسيق العمليات العسكرية على الجبهة الغربية، ثم اختير قائداً عاماً لقوات الحلفاء على الجبهة الغربية في يوم 14 أبريل، وكان هيج من قبل يرفض فكرة تعيين قائد عام.
وفي يوم 9 أبريل بدأ الألمان خطة سان جورج 1 بهجوم على أقصى أطراف الجبهة الشمالية بهدف التقدم إلى هازبروك عبر نهر ليز. وقد شجع النجاح الأولي لذلك الهجوم على بدء خطة سان جورج 2 في اليوم التالي مباشرة، فسيطروا على كميلبرج جنوب غرب أيبر فتحقق هدفهم الأول. ثم سقطت مدينة أخرى ففكر لودندورف في أن يتحول هذا الهجوم إلى هجوم كبير. إلا أن البريطانيين قد تمكنوا من وقف الألمان قرب هزبروك بعد أن تركوا لهم عشرة أميال. وبدأ وصول الدعم الفرنسي. ثم قرر لودندورف عندما سيطر على كيملبرج يوم 25 أبريل أن يؤجل المزيد من التقدم خوفاً من هجمات جديدة على هذا الانبعاج الجديد في جبهته.
وبهذا ابتعد لودندورف كثيرا عن نتائجه الاستراتيجية إلا أنه حقق الكثير من النجاح على المستوى التكتيكي، فالخسائر في صفوف البريطانيين وحدهم زادت عن 300 ألف جندي. بينما زاد عدد القوات الألمانية إلى 208 فرقة عسكرية، منها 80 فرقة لا تزال كقوات احتياط. ثم لاح في الأفق ما يوازن القوتين. فقد وصلت عدة فرق عسكرية أمريكية إلى فرنسا، وكان هناك مجهود ضخم يبذل لاستمرار تدفق القوات، كما وضع القائد العسكري الأمريكي قواته التي وصلت إلى فرنسا تحت تصرف فوش ليوجهها حيث يشاء.
ثم بدأ لودندورف أخيرا في تنفيذ خطة «بلوشر» يوم 27 مايو على جبهة تمتد من الشمال وتسير باتجاه الشرق حتى تصل إلى ريمز. فبدأ هجوم ألماني مفاجئ تقوم به 15 فرقة ألمانية ضد 7 فرق بريطانية وفرنسية، وبحلول يوم 30 مايو كانت المعركة تدور حول مارن. وللمرة الثانية تأتي نتائج الهجوم بعيدة عما توقعه لودندورف. وعندما حاول الألمان الاندفاع تجاه الجهة اليمنى للجيش فوجئوا بهجمات مضادة استمر إحداها لمدة أسبوعين، وقامت بها فرق أمريكية عند غابة بيلو. توقف لودندورف بعد ذلك لمدة شهر لالتقاط الأنفاس وكان لا يزال معجباً بالتفوق الجامح لعملياته العسكرية، إلا أن تكتيكاته العسكرية كانت سببا في التراجع، فقد بالغ في الابتعاد بالقوات في كل عملية عسكرية واستفاد في ذلك من قوات الاحتياط مما اضطره إلى إيجاد فترات للاستراحة اضطر إليها بين الضربات. وكان قد أحدث ثلاثة نتوءات داخل خطوط الحلفاء، لكن لم يبتعد أي منها بقدر كاف يمكنه من قطع السكك الحديدية المهمة، فأدى هذا الخطأ إلى جعل الألمان يدافعون عن جبهة بها عدة انبعاجات تمكن من القيام بهجمات مضادة.
بالإضافة إلى أن لودندورف استخدم كثيراً من قوات الاحتياط في تلك الهجمات وأن القوات الباقية كانت قليلة الكفاءة بالرغم من عددها الكبير. وانتهى هذا الموقف بخسارة ألمانية تقدر بـ 800 ألف جندي خلال كل ما قاموا به من أعمال عسكرية خلال عام 1918. بينما كان الحلفاء يستقبلون القوات الأمريكية بمعدل 300 ألف جندي كل شهر.

### إيطاليا عام 1918
بعد استقرار القوات الإيطالية عند هنر دييف في نهاية عام 1917، لم يتقدم النمساويون عن تلك النقطة حتى شهر يونيو التالي. ثم حاولوا أن يندفعوا، ليس فقط باتجاه لومبارديا لدخولها، ولكن أيضا لاقتحام وسط فينيسيا. ولم تكن تلك الهجمات بأفضل مما سبقها ولم يحقق المهاجمون سوى خسارة تقدر بـ100 ألف رجل 
امتنع القائد العام الإيطالي دياز عمداً عن القيام بأي عمل عسكري قبل أن تستعد إيطاليا لذلك جيداً. وقد خطط لعمل عسكري تقوم فيه من ثلاثة إلى خمسة جيوش بالتقدم على جبهة تمتد من قطاع مونت جرايا إلى بييف على الأدرياتيكي، ثم عبر النهر إلى فترو فينيتو من أجل قطع الاتصالات بين الجيشين النمساويين المواجهين لهم.
وعندما طلبت ألمانيا الهدنة في عام 1918 كان من الواضح أن دور إيطاليا قد حان، فحدثت معركة مونتي جرابا في الذكرى السنوية لاعتداءات سابقة على كابوريتو وحقق هذا الاعتداء خسائر كبيرة، بالرغم من أنه أدى إلى استدعاء قوات الاحتياط النمساوية، إلا أن فيضان نهر بييف قد منع جيشين من جيوش المحور الثلاثة من التقدم في نفس الوقت، فوصل جيش واحد فقط، وتمكن من إيجاد مجرد موضع قدم على الضفة اليسرى للنهر يوم 27 أكتوبر. ثم تم استدعاء احتياطي الجيش الإيطالي في محاولة للاستفادة من ذلك الموقف.
كان التمرد قد تفشى بين جنود النمسا، وفي يوم 28 أكتوبر أمر القائد العام للقوات النمساوية بالانسحاب الشامل، فسيطرت إيطاليا على ما أخلي من أراض. وفي يوم 3 نوفمبر وقعت النمسا على اتفاقية هدنة مع الحلفاء.

### نهاية الحرب
بدأت العملية العسكرية الألمانية التالية (التي أدت إلى وقوع معركة المارن الثانية) عند شامبانيا يوم 15 يوليو عام 1918، ولم تسفر عن أي نتائج، فقد كان اندفاع الألمان نحو المارن سببا في سوء موقفهم عندما بدأ فوش هجمة مضادة أعد لها طويلاً يوم 18 يوليو. وفي هذا الهجوم المضاد الكبير استخدمت الدبابات وكانت سلاحا جديداً لا يعول لودندورف عليه كثيرا. وقد استطاع الفرنسيون إعادة الألمان إلى مواقع خلف نهر فيسل عند نقطة غرب منطقة سيسون.

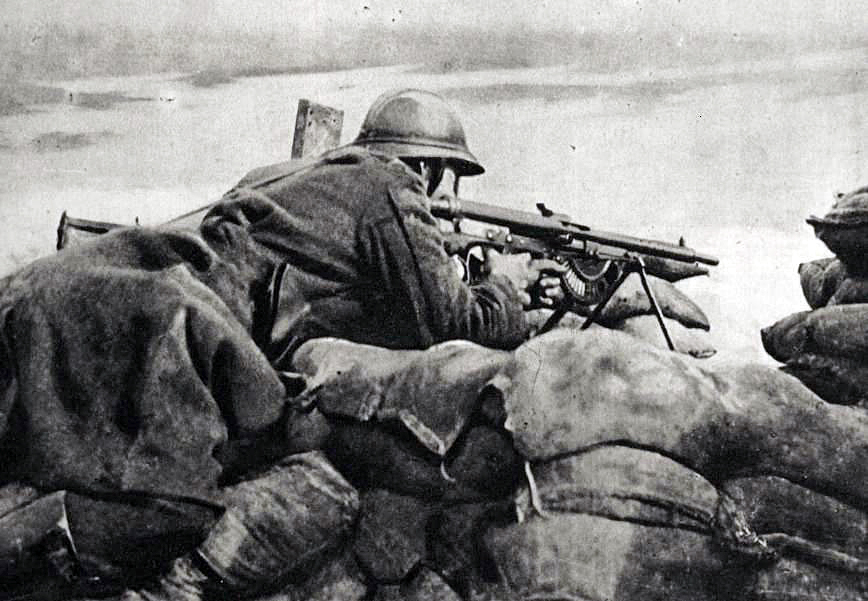
جندي بلجيكي في عام 1918

قرر الحلفاء ألا يضيعوا الفرصة بعد أن استعادوا زمام المبادرة في أيديهم، فاختاروا المنطقة الواقعة شمال وجنوب سوم مسرحا لمعركتهم الجديدة. حيث بدأ الجيش الرابع البريطاني (ومن بين أفراده قوات كندية وأسترالية ) وبمشاركة 450 دبابة في الهجوم على الألمان بسرعة مذهلة يوم 8 أغسطس عام 1918. وقد تغلبوا على الفرق الأمامية الألمانية التي فشلت في حماية نفسها في الخنادق بطريقة مناسبة منذ أن انتهوا من عملية «ميشيل» العسكرية. وقد تقدم الجيش الرابع بطريقة منتظمة لمدة 4 أيام وتمكن من أسر 21 ألف جندي ألماني وقتل وإصابة نحو 20 ألف جندي أثناء تلك الأيام الأربعة.

وتوقف التقدم فقط عندما وصل إلى الخراب الذي أحدثته معارك عام 1916. وقد انهارت عدة فرق عسكرية ألمانية أمام هذا الهجوم، حيث هربت قوات تلك الفرق أو استسلمت. وبهذا أصبحت معركة أمينز مادة خصبة للافتخار وسبباً معنوياً يساعد على نجاح الحلفاء. إلا أن لودندورف كان ينظر للأمور بطريقة مختلفة، حيث قال: 
| الجبهة الغربية (الحرب العالمية الأولى) | إن يوم 8 أغسطس هو يوم أسود في تاريخ الجيش الألماني في هذه الحرب | الجبهة الغربية (الحرب العالمية الأولى) |

 ثم أخبر الإمبراطور الألماني وليم الثاني والمسؤولين السياسيين في ألمانيا بضرورة بدء محادثات السلام قبل أن يزداد الموقف سوءاً. وتم التوصل إلى نتيجة بعد اجتماع إمبراطوري وهي: 
| الجبهة الغربية (الحرب العالمية الأولى) | لن نستطيع التوصل إلى نتائج جيدة في الحرب، وعلينا أن نشل رغبة العدو في الحرب تدريجيا باستخدام خطط دفاعية فقط | الجبهة الغربية (الحرب العالمية الأولى) |

 وكان الفرنسيون في ذلك الوقت قد استعادوا مونتدي واندفعوا نحو لاسنجي يوم 17 أغسطس، كما بدأوا تحركاً جديداً ينطلق من شامبانيا ويتجه جنوباً نحو نوين. وفي الأسبوع الرابع من أغسطس انضم جيشان بريطانيان للأعمال الحربية في أراس.
وقد توجت أعمال الحلفاء بأول عمل فردي قامت به القوات الأمريكية. وقد استطاع الجيش الأول الأمريكي يوم 13 سبتمبر اكتساح المثلث الذي احتله الألمان منذ عام 1914 (والكائن فيما بين فردان ونانسي).
وقد أدت الدلائل الواضحة على انهيار الجيش الألماني إلى أن يسعى فوش إلى القضاء عليه قبل خريف عام 1918 بدلاً من عام 1919. وكان على وشك جمع كل قوات الحلفاء في عمل حربي متزامن.

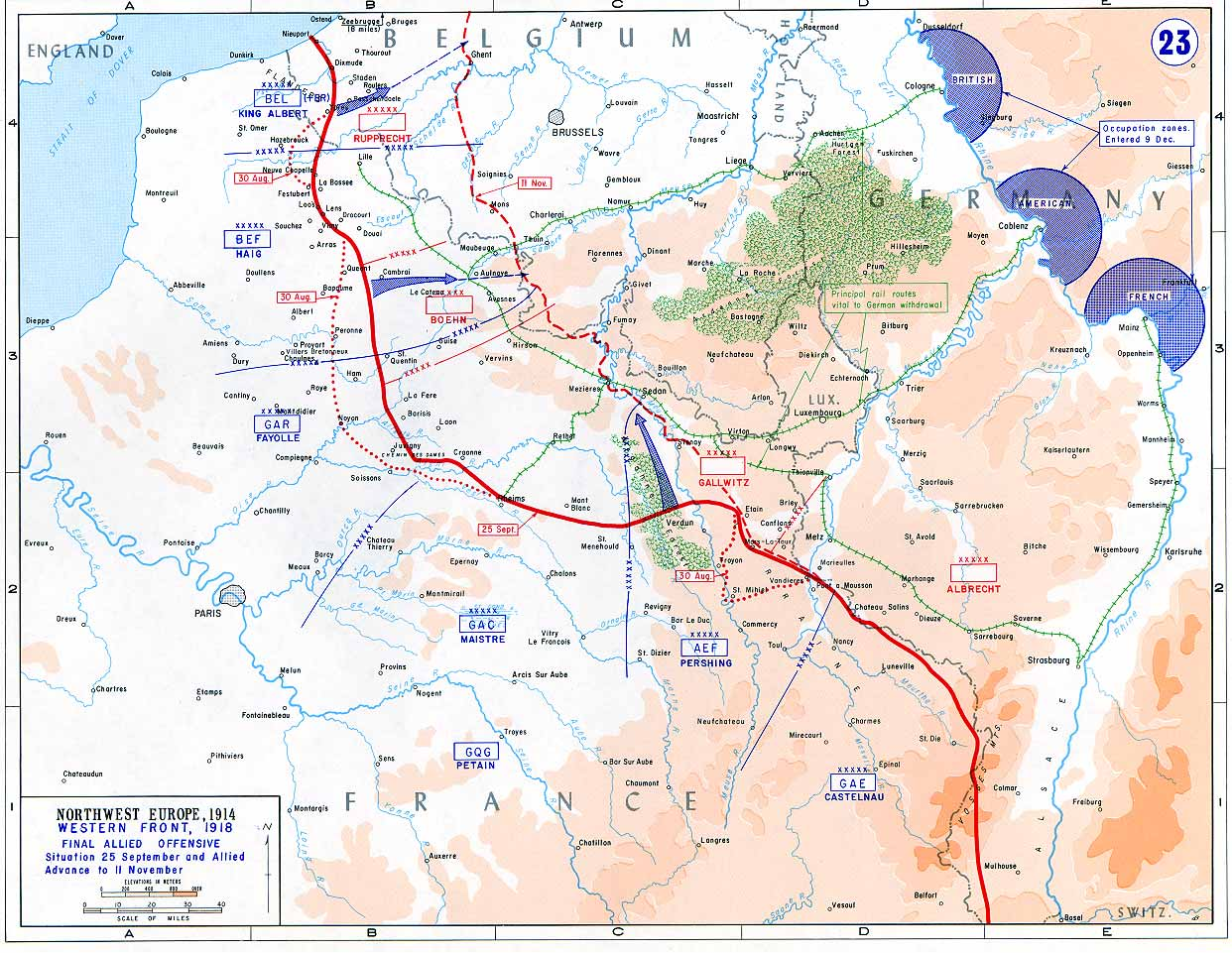
خريطة لهجمات الحلفاء الأخيرة

فقد كان من أسباب انهيار الجيش الألماني استنزاف القوى العاملة الألمانية بعد أربع سنوات من الحرب، وكان الاقتصاد الألماني تحت ضغط كبير. وأصبح عدد الفرق العسكرية للحلفاء 216 فرقة عسكرية ضد 197 فرقة ألمانية ، وبعد سلسلة من الهزائم العسكرية، بدأت القوات الألمانية في الاستسلام بأعداد كبيرة. كما اقتحمت قوات الحلفاء الخطوط الألمانية، وتم تعيين الأمير ماكسيميليان أمير بادن مستشارا لألمانيا في أكتوبر للتفاوض على هدنة مع الحلفاء. واضطر لودندورف إلى التنحي وهرب إلى السويد. وكان القتال لا يزال مستمراً، ولكن كانت الجيوش الألمانية تتراجع، بسبب الثورة التي اجتاحت ألمانيا، والتي انتهت بانهيار النظام الملكي الإمبراطوري الألماني وإعلان قيام جمهورية فايمر، ونقل الأمير ماكسيميليان صلاحياته إلى فريدريش إيبرت، وهو من حزب الأغلبية الديمقراطي الاشتراكي. ففي يوم 10 نوفمبر لجأ وليم الثاني إلى هولندا (المحايدة) وهناك وقع على تنازله عن حقوقه في العرش يوم 28 نوفمبر. تم توقيع الهدنة بسرعة، وتوقفت جميع أعمال القتال على الجبهة الغربية في يوم الهدنة (11 نوفمبر 1918).

### الهدنة
كان من بين شروط الهدنة التي قدمت للوفد الألماني ما يلي:
- الانسحاب من بلجيكا والألزاس واللورين.
- الانسحاب من كل الضفة الغربية لنهر الراين وتحييد الضفة اليمنى له (المواجهة لهولندا وفرنسا).
- على القوات الألمانية شرق أفريقيا أن تستسلم.
- على القوات الألمانية في شرق أوروبا أن تنسحب إلى خطوط الحدود الألمانية ما قبل الحرب.
- إلغاء اتفاقيات برست - ليتوفسك وبوخارست.
- على ألمانيا أن تطلق سراح كل أسرى الحرب.
- على ألمانيا أن تقدم الحلفاء قدرا من المعدات الحربية يشمل 5000 قطعة مدفعية و25 ألف مدفع آلي و1700 مركبة جوية و5000 قاطرة سكك حديدية و150 ألف عربة سكك حديدية.
- يستمر الحصار الاقتصادي للحلفاء على ألمانيا.

وبعد تعلله بخطر البلاشفة وأن الدولة الألمانية على حافة الانهيار، حصل الوفد الألماني على بعض التنازلات في تلك الشروط مثل تخفيف الحصار وتقليل عدد المعدات التي سيتم تسليمها الحلفاء والسماح للقوات الألمانية في شرق أوروبا بالبقاء في الوقت الراهن. وتم توقيع الهدنة في الساعة الخامسة من صباح يوم 11 نوفمبر 1918، وفي الساعة الحادية عشر صباح نفس اليوم انتهت الحرب العالمية الأولى.

## سقوط المستعمرات الألمانية
كان على المستعمرات الألمانية البعيدة أن تفكر في حماية نفسها من أي هجوم لقوات الحلفاء دون انتظار أي مساعدة تأتيها من أوروبا بالطبع.
لكن هُزمت قوات توغو أمام القوات البريطانية التي دخلتها من ساحل الذهب (غانا حالياً) وقوات فرنسية من داهومي (بنين حالياً) ذلك خلال الشهر الأول من الحرب. كما غزت قوات الحلفاء الكاميرون من الجنوب والشرق والشمال الغربي في أغسطس عام 1914 إلا أن الألمان هاجموها من البحر في الغرب ودعموا المقاومة التي ظلت صامدة حتى 18 فبراير 1916.
كما وقعت عمليات حربية ضد المستعمرة الألمانية في جنوب غرب أفريقيا (ناميبيا) في سبتمبر عام 1914 قاومها تمرد بعض الضباط الأفارقة المؤيدين لألمانيا والذين سبق لهم القتال ضد بريطانيا في حرب جنوب أفريقيا في الفترة من 1899 إلى 1902، لكن تم إخماد هذا التمرد في فبراير عام 1915. إلا أن الألمان لم يستسلموا في جنوب غرب أفريقيا إلا في يوم 9 يويو 1915.
وفي كياوتشو (وهي مقاطعة ألمانية صغيرة على الساحل الصيني) تعرض ميناء سينج تاو لهجوم من اليابان بدءا من سبتمبر عام 1914، وبدعم ومساندة من سفن الحلفاء والقوات البريطانية تمكنت اليابان من السيطرة عليه يوم 7 سبتمبر. وفي أكتوبر من نفس العام سيطر الياباني[ ؟ ]ون على جزر كارولين ومارشال شمال المحيط الهادي، وقد كانت بلا أي قوات دفاعية منذ أن غادرها الأدميرال فون سبي بأسطوله.
وفي جنوب المحيط الهادي سقطت ساموا دون إراقة دماء في نهاية أغسطس 1914 أمام قوة نيوزيلندية وبمساندة سفن بريطانية وأسترالية وفرنسية. وفي سبتمبر غزت أستراليا نيو برتن، كما ظفرت بإستسلام كامل المستعمرة الألمانية نيو جيانا بعد عدة أسابيع.
لكن قصة المستعمرات الألمانية في شرق أفريقيا رواندا وبورندي وتنزانيا الآن) كانت تختلف تماماً عن ذلك، وذلك بسبب القوات التي كانت تسمى العسكر (وهي قوات أفريقية تدربت على أيدي أوروبية) وكذلك بسبب الذكاء العسكري للقائد الألماني بول فون ليتو فوربك. فقد فشل إنزال الجنود القادمين من الهند إلى البر وتراجعوا مخذولين في نوفمبر 1914. في فبراير 1916 بدأ غزو بريطاني شامل اشتركت فيه قوات من بريطانيا ومستعمراتها، وقد تم التنسيق بين هذا الهجوم وهجوم البلجيك من الغرب، وبالرغم من سقوط دار السلام[ ؟ ] وتابورا في يد البلجيك في سبتمبر، إلا أنه كانت هناك قوة ألمانية صغيرة لا تزال تقاوم. وفي نوفمبر عام 1917 تحركت تلك القوة الصغيرة نحو الشرق الخاضغ للبرتغال، وكانت ألمانيا قد أعلنت الحرب على البرتغال في مارس 1916، فاضطرت تلك القوة الألمانية الصغيرة للعودة والمراوغة هنا وهناك، مما أجبر قائد تلك القوة إلى الإستسلام يوم 25 نوفمبر 1918. وقد استطاع قائد تلك القوة وهو ليوتو فوربك أن يناور قوات الحلفاء التي تكونت من 130 ألف جندي أو أكثر لمدة طويلة وهو لا يتبعه سوى 12 ألف جندي.

## الخسائر البشرية
دفع انهيار الجيش الألماني الحكومة الألمانية وحلفائها لطلب السلام. ونتيجة لذلك أمليت شروط السلام من قبل فرنسا وبريطانيا والولايات المتحدة، خلال مؤتمر باريس للسلام 1919. وكانت النتيجة معاهدة فرساي، التي وُقعَت في حزيران 1919 من قبل وفد من الحكومة الألمانية الجديدة.
شروط المعاهدة شلت فعالية ألمانيا كقوة اقتصادية وعسكرية. أعادت معاهدة فرساي المحافظات الحدودية (الألزاس واللورين) إلى فرنسا، مما يحد من إنتاج الفحم[ ؟ ] الذي تحتاجه الصناعة الألمانية. وجعلت الضفة الغربية من نهر الراين منزوعة السلاح وتسيطر عليها بريطانيا وفرنسا، في حين فتحت قناة كييل لحركة المرور الدولي. المعاهدة أيضا قامت بإعادة تشكيل جذري لأوروبا الشرقية. وحدت بشدة من قوة الجيش الألماني من خلال الحد من حجم الجيش إلى 100،000 جندي وإلغاء البحرية الألمانية وسلاح الجو. وقد أبحرت القوات البحرية إلى سكابا فلو للاستسلام ولكنها أغرقت في وقت لاحق، حتى لا ينتفع بها الحلفاء، كرد فعل من الأدميرالات الألمان على المعاهدة.
كانت ألمانيا مفلسة في عام 1919، والناس أصبحوا يعيشون في حالة من شبه المجاعة، وانعدمت التجارة مع بقية دول العالم. احتل الحلفاء مدن الراين: كولونيا وكوبلنز وماينز، وبعد دفع التعويضات المالية الحلفاء يمكن لألمانيا استعادتهم. انتشرت بين الجماهير الألمانية أسطورة من قبل رئيس أركان الجيش هيندنبيرغ تدَّعي أن الهزيمة لم تكن خطأ من «الأساس الجيد» في الجيش ولكن نظرًا لوجود جماعات يسارية معينة داخل ألمانيا، وسيتم استغلال ذلك في وقت لاحق من قبل الحزب النازي كدعاية حزبية لتبرير الإطاحة بجمهورية فايمار.
وتعرضت فرنسا لأضرار جسيمة في الحرب. بالإضافة إلى فقدانها أكبر كمية من الضحايا بالنسبة لتعداد سكانها أكثر من أي دولة أخرى، فقد دمرت الحرب الصناعة في شمال شرق فرنسا. حيث كانت المحافظات التي سيطرت عليها ألمانيا تنتج 40٪ من الفحم[ ؟ ] في البلاد و 58٪ من المعادن. كان من الواضح أن ألمانيا كان على وشك أن تُهزَم، فأمر لودندورف بتدمير الألغام في فرنسا وبلجيكا، وكان هدفه شل صناعات المنافس الأوروبي الرئيسي لألمانيا. ولمنع الهجمات الألمانية المماثلة في المستقبل، بنت فرنسا في وقت لاحق سلسلة ضخمة من التحصينات على طول الحدود الألمانية المعروفة باسم خط ماجينو.
خسر الجنود وأرامل الحرب خسارة لم يسبق لها مثيل، مما كان لها أثر دائم على المواقف الشعبية تجاه الحرب. وأدى في وقت لاحق لإحجام الحلفاء عن اتباع سياسة عدوانية تجاه أدولف هتلر في البداية. لا تزال تداعيات هذا الصراع محسوسة حتى يومنا هذا.
تجاوز عدد القتلى والجرحى والمفقودين في الحرب العالمية الأولى كل الحدود، حيث تضاءلت بجانبه أعداد القتلى والجرحى والمفقودين في أي حرب سابقة. مات في الحرب حوالي ثمانية ملايين ونصف المليون جندي، سواء بإصابات مباشرة أثناء الحرب أو بسبب الأمراض. وكان عدد القتلى والجرحى الأكبر قد تحقق بسبب أعمال المدفعية، ثم يليه بقية الأسلحة الصغيرة، ثم الغاز السام. أما الحراب التي كان يعتمد عليها كسلاح في الجيش الفرنسي قبل الحرب فقد نتج عنها إصابات قليلة. كانت الحرب تتجه إلى استخدام الآليات بداية من عام 1914، وكانت لها خسائر بشرية حتى دون تحقيق أي نتائج هامة، إذ لم يمر يوم على الجبهة الغربية إلا ويموت فيها عدة مئات من قوات كلا الجانبين. وفي يوم 1 يوليو 1916م، مُني الإنجليز بخسارة تقدر بـ57470 جندي.
يرى ونستون تشرشل رئيس وزراء بريطانيا (1941-1945) و(1951-1955) أن معركتي سوم وفردان كانتا من معارك الخنادق التقليدية إلا أنهما كانتا بدون نتائج حاسمة، ولم تحققا سوى المذابح الكبرى التي أودت بحياة عدد كبير جداً من الجنود. وهناك نصب تذكاري فرنسي في فردان من أجل الـ 150 ألف قتيل الذين دفنوا في مواقع غير محددة في تلك المنطقة.
| المعركة             | العام       | الحلفاء               | المحور                |
| ------------------- | ----------- | --------------------- | --------------------- |
| معركة المارن الأولى | 1914        | 263,000               | 220,000               |
| معركة يبريس الأولى  | 1914        | 126,921 – 161,921     | 134,315               |
| معركة فردان         | 1916        | 400,000 – 542,000     | 355,000 – 434,000     |
| معركة سوم           | 1916        | 623,907               | 465,000 – 595,294     |
| معركة أسين الثانية  | 1917        | 118,000               | 40,000                |
| معركة يبريس الثالثة | 1917        | 200,000 – 448,000     | 260,000 – 400,000     |
| هجوم الربيع         | 1918        | 851,374               | 688,341               |
| هجوم المائة يوم     | 1918        | 1,069,636             | 1,172,075             |
| مجموع الخسائر       | 1914 – 1918 | 3,619,838 – 4,077,838 | 3,370,731 – 3,684,025 |

## في الفن
- عبر المياه السوداء (رواية 1939)
- كل شيء هادئ على الجبهة الغربية، إريك ماريا ريمارك (رواية 1929)
- كل شيء هادئ على الجبهة الغربية (فيلم تلفزيوني 1979)
- الموكب الكبير (فيلم 1925)
- وراء الخطوط (فيلم 1916)
- أصوات العصافير، سيباستيان فولكس (رواية 1994)
- ماكس الأزرق (فيلم 1966)
- دورية الفجر (فيلم 1930 و1938)
- الجنرال (رواية 1932)
- جنرالات يموتون في السرير (رواية 1936)
- الوهم الكبير (فيلم 1937)
- جوني حصل على بندقيته (فيلم 1971)

## اقرأ أيضاً
- Adamthwaite، Anthony P. (1989). The Making of the Second World War. Routledge. ISBN:0-415-90716-0.
- Alexander، Martin S. (2003). The Republic in Danger: General Maurice Gamelin and the Politics of French Defence, 1933–1940. Cambridge University Press. ISBN:0-521-52429-6.
- Bailey، Jonathan B. A. (2004). Field artillery and firepower. AUSA Institute of Land Warfare book (ط. 2nd). Naval Institute Press. ISBN:1-59114-029-3.
- Barton، Peter (2005). Beneath Flanders Fields: The Tunnellers' War, 1914–1918. McGill-Queen's University Press. ISBN:0-7735-2949-7. {{استشهاد بكتاب}}: الوسيط author-name-list parameters تكرر أكثر من مرة (مساعدة)
- Bostyn، Franky (2002). "Zero Hour: Historical Note on the British Underground War in Flanders, 1915–17". في Peter Doyle, Matthew R. Bennett (المحرر). Fields of Battle: Terrain in Military History. Springer. ISBN:1-4020-0433-8.
- Campbell، Christopher (1981). Aces and Aircraft of World War I. Dorset: Blandford Press Ltd. ISBN:0-7137-0954-5. مؤرشف من الأصل في 2022-07-17.
- Chickering، Roger؛ Förster، Stig (2000). Great War, Total War: Combat and Mobilization on the Western Front, 1914–1918. Cambridge University Press. ISBN:0-521-77352-0.
- Cockfield، Jamie H. (1999). With Snow on Their Boots: The Tragic Odyssey of the Russian Expeditionary Force in France During World War I. Macmillan. ISBN:0-312-22082-0.
- Corrigan، Gordon (1999). Sepoys in the Trenches: The Indian Corps on the Western Front 1914–1915. Spellmount Ltd. ISBN:1-86227-354-5.
- Dockrill، Michael L.؛ French، David (1996). Strategy and intelligence: British policy during the First World War. Continuum International Publishing Group. ص. 77. ISBN:1-85285-099-X. مؤرشف من الأصل في 2022-07-15.
- Ekins، Ashley (2010). 1918 – Year of Victory: The End of the Great War and the Shaping of History. Exisle Publishing. ISBN:1-921497-42-4.
- Foley، Robert T. (2005). German Strategy and the Path to Verdun: Erich von Falkenhayn and the Development of Attrition, 1870–1916. Cornell University Press. ISBN:0-8014-4258-3.
- Granatstein، Jack؛ Morton، Desmond (2003). Canada and the Two World Wars. Toronto: Key Porter. مؤرشف من الأصل في 2022-07-15.
- Griffith، Paddy (2004). Fortifications of the Western Front 1914–18. Osprey Publishing. ISBN:1-84176-760-3.
- Griffiths، William R. (1986). Thomas E. Griess (المحرر). The Great War. Wayne, NJ: Avery Publishing Group]]. ISBN:0-89529-312-9. مؤرشف من الأصل في 2022-07-16.
- Griffiths، William R. (2003). The Great War. Square One Publishers, Inc. ISBN:0-7570-0158-0. مؤرشف من الأصل في 2022-07-18.
- Hartesveldt، Fred R. van (2005). The battles of the British Expeditionary Forces, 1914–1915: historiography and annotated bibliography. Bibliographies of battles and leaders. Greenwood Publishing Group. ص. 17. ISBN:0-313-30625-7. مؤرشف من الأصل في 2022-07-16.
- Herwig، Holger H. (1997). The First World War: Germany and Austria-Hungary, 1914–1918. St. Martin's Press. ISBN:0340677538. مؤرشف من الأصل في 2022-07-15.
- Herwig، Holger (1996). "Patriotic Self-Censorship in Germany After the Great War". في Keith Wilson (المحرر). Forging the collective memory. Berghahn Books. ISBN:978-1-57181-862-1.
- Hull، Isabel V. (2005). Absolute Destruction: Military Culture and the Practices of War in Imperial Germany. Cambridge University Press. ISBN:0-521-84193-3.
- Jones، Simon (2002). World War I Gas Warfare Tactics and Equipment. Osprey Publishing. ISBN:1-84603-151-6.
- Jones، Simon؛ Hook، Richard (2007). World War I Gas Warfare Tactics and Equipment. Osprey Publishing. ISBN:1-84603-151-6.
- Kennedy، Paul (1989). The Rise and Fall of the Great Powers. Vintage Books. ISBN:0-679-72019-7.
- Knox، MacGregor (2007). To the Threshold of Power, 1922/33: Origins and Dynamics of the Fascist and National Socialist Dictatorships. Cambridge University Press. ج. 1. ISBN:0-521-87860-8.
- Lupfer، Timothy T. (1981). The Dynamics of Doctrine, The Changes in German Tactical Doctrine During the First World War. US Army Command and General Staff College. مؤرشف من الأصل في 2017-03-06. {{استشهاد بكتاب}}: تجاهل المحلل الوسيط |شهر= لأنه غير معروف، ويقترح استخدام |تاريخ= (مساعدة) وتجاهل المحلل الوسيط |عمل= (مساعدة)
- Lyons، Michael J. (2000). World War I: A Short History (ط. 2nd). Prentice Hall. ISBN:0-13-020551-6.
- Martin، William (2001). Verdun 1916: They Shall Not Pass. Osprey Publishing. ISBN:1-85532-993-X.
- Nicholson، Gerald W. L. (2007). The Fighting Newfoundlander. Carleton Library Series. McGill-Queen's University Press. ج. 209. ISBN:0-7735-3206-4.
- Palazzo، Albert (2000). Seeking Victory on the Western Front: The British Army and Chemical Warfare in World War I. U of Nebraska Press. ISBN:0-8032-8774-7.
- Paschall، Rod (1994). The defeat of imperial Germany, 1917–1918. Da Capo Press. ج. 1. ص. 105–117. ISBN:0-306-80585-5.
- Philpott، William (2010). Three Armies on the Somme: The First Battle of the Twentieth Century. Random House Digital, Inc. ISBN:0-307-26585-4. مؤرشف من الأصل في 2016-04-25. اطلع عليه بتاريخ 2011-04-11.
- Prior، Robin؛ Wilson، Trevor (2005). The Somme. Yale University Press. ISBN:0-300-10694-7.
- Samuels، Martin (1995). Command or control?: command, training and tactics in the British and German armies, 1888–1918. Psychology Press. ISBN:0-7146-4570-2.
- Smith، Leonard V.؛ Audoin-Rouzeau، Stéphane؛ Becker، Annette (2003). France and the Great War, 1914–1918. New approaches to European history. Cambridge University Press. ISBN:0-521-66631-7.
- Spick، Mike (2002). The Illustrated Directory of Fighters. Zenith Imprint. ISBN:0-7603-1343-1.
- Terraine، John (2002). Mons: The Retreat to Victory. Wordsworth Editions. ISBN:1-84022-243-3. مؤرشف من الأصل في 2022-07-16.
- Various (2003). The Origins of World War I. Cambridge University Press. ISBN:0-521-81735-8. {{استشهاد بكتاب}}: تجاهل المحلل الوسيط |المحررين= لأنه غير معروف (مساعدة)
- Warner، Philip (2000). The Battle of Loos. Wordsworth Military Library, Military History Series. Wordsworth Editions. ISBN:1-84022-229-8.
- Wiest، Andrew A. (2005). Haig: The Evolution of a Commander. Brassey's. ISBN:1-57488-684-3.
- Watson، Alexander (2008). Enduring the Great War: combat, morale and collapse in the German and British armies, 1914–1918. Cambridge military histories. Cambridge University Press. ISBN:0-521-88101-3.
- Wynne، G.C. (1976). If Germany Attacks : The Battle in Depth in the West. Connecticut: Greenwood Press. ISBN:0-8371-5029-9.
- Zuckerman، Larry (2004). The Rape of Belgium: The Untold Story of World War I. New York: New York University Press. ISBN:978-0-8147-9704-4. مؤرشف من الأصل في 2022-07-17.

## وصلات خارجية
- متحف الجبهة الغربية
- مقالات عن الجبهة الغربية في اللورين والألزاس في موقع باتلفيلدز يوروب
- 'ذاك الجيش التافه الخسيس' تأليف إي. الكسندر باول. الجيش البريطاني كما رآه صحافي أمريكي في سنة 1916
- معلومات ووسائط متعددة تتناول الجبهة الغربية. منتدى تفاعلي يسمح بنشر قصص الجبهة الغربية وصورها
- شاهد مقاطع مُصوَّرة عن الجبهة الغربية من مجموعة النصب التذكاري الأسترالي للحرب: أفلام تناولت الجبهة الغربية 1917–1918